# مدينة السادات
مدينة السادات هي مدينة مصرية جديدة من مدن الجيل الأول، تقع في محافظة المنوفية، وتتبع إداريًا هيئة المجتمعات العمرانية الجديدة، أنشأت بقرار رئيس جمهورية مصر العربية رقم 123 لسنة 1978، والمعدل بقرار رئيس مجلس الوزراء المصري رقم 1131 لسنة 2005، لتصبح مجتمعا عمرانياً جديداً يرتكز على النشاطين الصناعي والزراعي بجانب التوطن السكاني، وتشغل موقعاً وسطاً بين القاهرة والإسكندرية وتحاذي دلتا النيل، وذلك جعلها مركزاً للصناعات الثقيلة والهامة، والتي ستؤدي مستقبلاً لخلق مجتمع حضري كبير. تشتهر المدينة أيضاً بكثرة المساحات الخضراء الواسعة بها، وذلك جعلها مقصداً لراغبي سياحة اليوم الواحد، والعيد القومي لمدينة السادات يوم 25 أغسطس من كل عام.

## التاريخ
صدر في عهد الرئيس الراحل محمد أنور السادات قرار جمهوري تحت رقم 123 لسنة 1978، وذلك بتخصيص الأراضي اللازمة لإنشاء مدينة السادات. وتمّ التنفيذ الفعلي لبنية المدينة منذ عام 1979 م، حيث تمّ تنفيذ التخطيط الهيكلي والعام لها، وفي عام 1991 ضمت محافظة المنوفية مدينة السادات إليها بموجب قرار جمهوري من الرئيس السابق «محمد حسني مبارك»، وذلك لاستقطاعها من محافظة البحيرة بجانب بعض القرى التابعة لها وإلحاقهم بمركز منوف، وذلك دون رضى أهلها قليلي العدد وقتها، وبحجة إيجاد متنفس لأهالي المنوفية للخروج من الدلتا الضيقة، رغم أن المدينة بُنيت في الأساس لتكون العاصمة الجديدة لجمهورية مصر العربية بدلاً عن القاهرة، وأصبح مركز السادات قائم بذاته منذ عام 1995.
وهناك مطالب حالية بتحويل مدينة السادات عاصمة لمحافظة جديدة مستقلة تماماً عن المنوفية، وذلك لبُعدها عن محافظة المنوفية وعاصمتها وعدم ارتباطها إقليمياً وخدمياً بها، على أن تضم مركز وادي النطرون وقسم غرب النوبارية ومديرية التحرير ومركز كوم حمادة. وذلك بجانب تصاعد وتيرة مطالب قديمة من سكان البحيرة لعودتها كما كانت سابقاً لتبعية محافظة البحيرة.

## الجغرافيا

### الموقع
تقع مدينة السادات في الاتجاه الشمالي الغربي لمدينة القاهرة عند الكيلو 93 طريق القاهرة - الإسكندرية الصحراوي وتبلغ مساحتها حوالي 121368 فدان (500 كم²)، ويبلغ اجمالي الكتلة العمرانية بها 18 كم² مقسمة على 34 منطقة سكنية يقطن بهم حوالي 220 ألف نسمة في 12 منطقة مأهولة فعلياً، وتضم 5 مناطق صناعية، ويحيط بالمدينة حزام أخضر بمساحة 30 ألف فدان مما جعل منظمة الصحة العالمية تضعها في تصنيف أفضل عشر مجتمعات صناعية في الشرق الأوسط لنظافة بيئتها وسلامة مواردها الطبيعية، يحدها من الجنوب محافظة الجيزة، ومن الغرب - محافظة البحيرة - مركز ومدينة وادي النطرون على طريق القاهرة - الإسكندرية الصحراوي، ومن الشمال محافظة البحيرة - مركز بدر، ومن الشرق محافظة المنوفية - مركز منوف ومركز أشمون.

### طبوفراغيا
ينحدر السطح بصفة عامة ناحية الشمال، ويضم مركز السادات جزءاً من المعمور الفيضي القديم المنخفض السطح والمتاخم للصحراء، والذي يتراوح سطحه ما بين خط كنتور 15 م إلى 20 م فوق مستوى سطح البحر، وإلى الغرب منه يوجد جزء انتقالي فيضي - صحراوي يتراوح سطحه ما بين 30 م إلى 75 م فوق سطح البحر، وتأتي أراضي مدينة السادات إلى الغرب من النطاق الانتقالي، ويتراوح سطحها ما بين 20 م إلى 50 م فوق مستوى سطح البحر. ويتميز سطح منطقة السادات بأنه هضبي متموج، ويتبع الانحدار العام لغرب الدلتا من الجنوب الشرقي إلى الشمال الغربي، مع اختلاف بسيط بالنسبة للحافة الشرقية المتاخمة للمعمور الفيضي القديم لأراضي المنوفية ما بين الفرعين.

### المناخ
| البيانات المناخية لـSadat         | البيانات المناخية لـSadat | البيانات المناخية لـSadat | البيانات المناخية لـSadat | البيانات المناخية لـSadat | البيانات المناخية لـSadat | البيانات المناخية لـSadat | البيانات المناخية لـSadat | البيانات المناخية لـSadat | البيانات المناخية لـSadat | البيانات المناخية لـSadat | البيانات المناخية لـSadat | البيانات المناخية لـSadat | البيانات المناخية لـSadat |
| الشهر                             | يناير                     | فبراير                    | مارس                      | أبريل                     | مايو                      | يونيو                     | يوليو                     | أغسطس                     | سبتمبر                    | أكتوبر                    | نوفمبر                    | ديسمبر                    | المعدل السنوي             |
| --------------------------------- | ------------------------- | ------------------------- | ------------------------- | ------------------------- | ------------------------- | ------------------------- | ------------------------- | ------------------------- | ------------------------- | ------------------------- | ------------------------- | ------------------------- | ------------------------- |
| متوسط درجة الحرارة الكبرى °م (°ف) | 19.5 (67.1)               | 20.7 (69.3)               | 23.7 (74.7)               | 27.6 (81.7)               | 32.3 (90.1)               | 34 (93)                   | 34.3 (93.7)               | 34.4 (93.9)               | 32.3 (90.1)               | 29.8 (85.6)               | 25.1 (77.2)               | 20.5 (68.9)               | 27.9 (82.1)               |
| المتوسط اليومي °م (°ف)            | 13.2 (55.8)               | 14.2 (57.6)               | 16.7 (62.1)               | 19.7 (67.5)               | 24.4 (75.9)               | 26.4 (79.5)               | 27.3 (81.1)               | 27.4 (81.3)               | 25.6 (78.1)               | 22.8 (73.0)               | 18.8 (65.8)               | 14.3 (57.7)               | 20.9 (69.6)               |
| متوسط درجة الحرارة الصغرى °م (°ف) | 7 (45)                    | 7.7 (45.9)                | 9.7 (49.5)                | 11.9 (53.4)               | 16.5 (61.7)               | 18.9 (66.0)               | 20.4 (68.7)               | 20.4 (68.7)               | 18.9 (66.0)               | 15.9 (60.6)               | 12.5 (54.5)               | 8.2 (46.8)                | 14.0 (57.2)               |
| الهطول مم (إنش)                   | 5 (0.2)                   | 6 (0.2)                   | 2 (0.1)                   | 2 (0.1)                   | 2 (0.1)                   | 0 (0)                     | 0 (0)                     | 0 (0)                     | 0 (0)                     | 2 (0.1)                   | 10 (0.4)                  | 11 (0.4)                  | 40 (1.6)                  |
| المصدر: climate-data.org          |                           |                           |                           |                           |                           |                           |                           |                           |                           |                           |                           |                           |                           |

## المخطط العام
تبلغ المساحة الإجمالية لمدينة السادات حوالي 121368 فدان (500 كم²)، منها حوالي 63777 فدان كتلة عمرانية مقسمة على 34 منطقة سكنية تضم ما يقرب من 101626 وحدة سكنية، حوالي 49145 حزام أخضر حول المدينة، وحوالي 8446 فدان مساحات خارج الكتلة العمرانية.

## السكان
| السنة      | 1986 | 1996   | 2006   | 2013    | 2016    |
| ---------- | ---- | ------ | ------ | ------- | ------- |
| عدد السكان | 666  | 18,619 | 22,252 | 155,000 | 250,000 |

## الخدمات

### الصحة

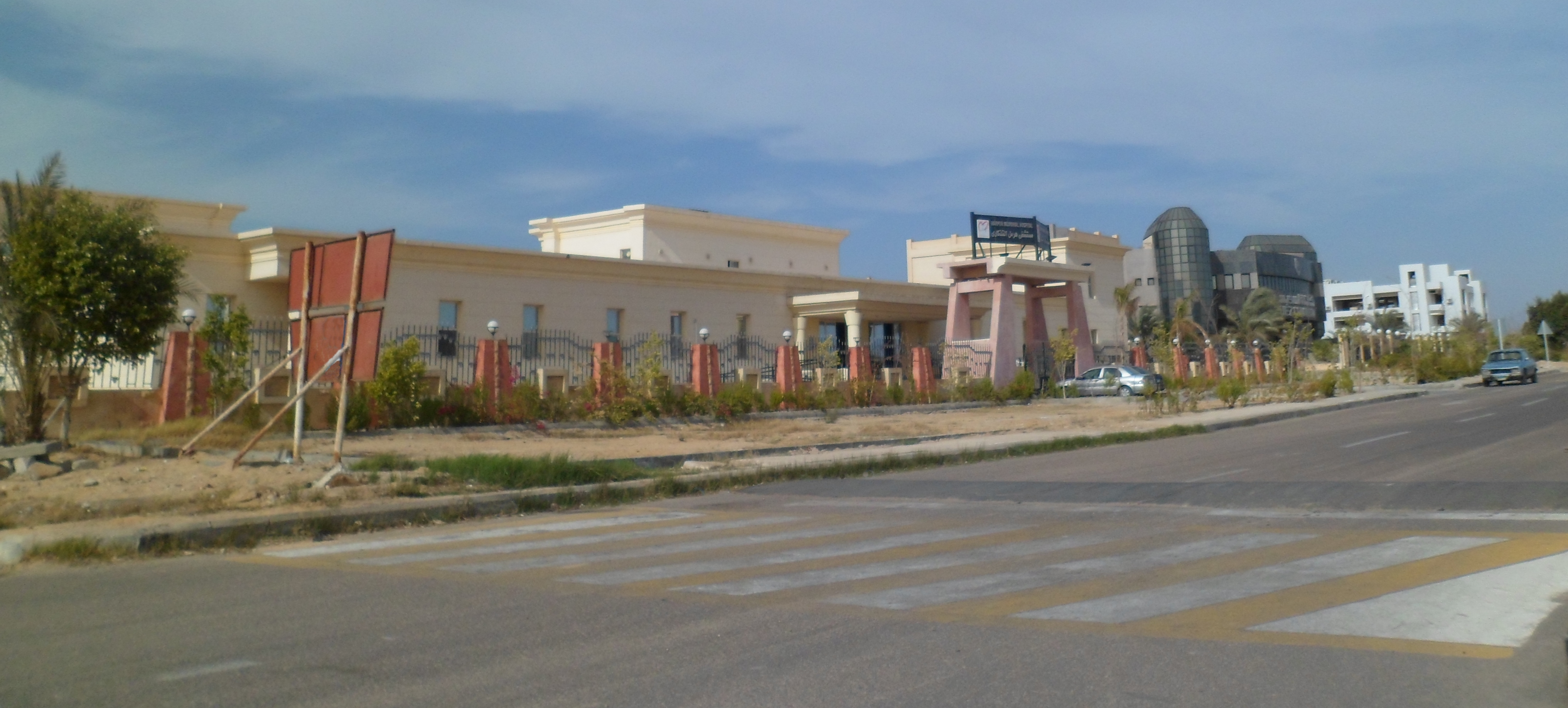
مستشفى هرمل التذكارى

تضم مدينة السادات العديد من المنشأت الصحية أهمها:
- مستشفى السادات المركزي.[12]
- مستشفى السادات التخصصي.
- مستشفى دار الشفاء.
- مستشفى هرمل التذكارى.

### التعليم

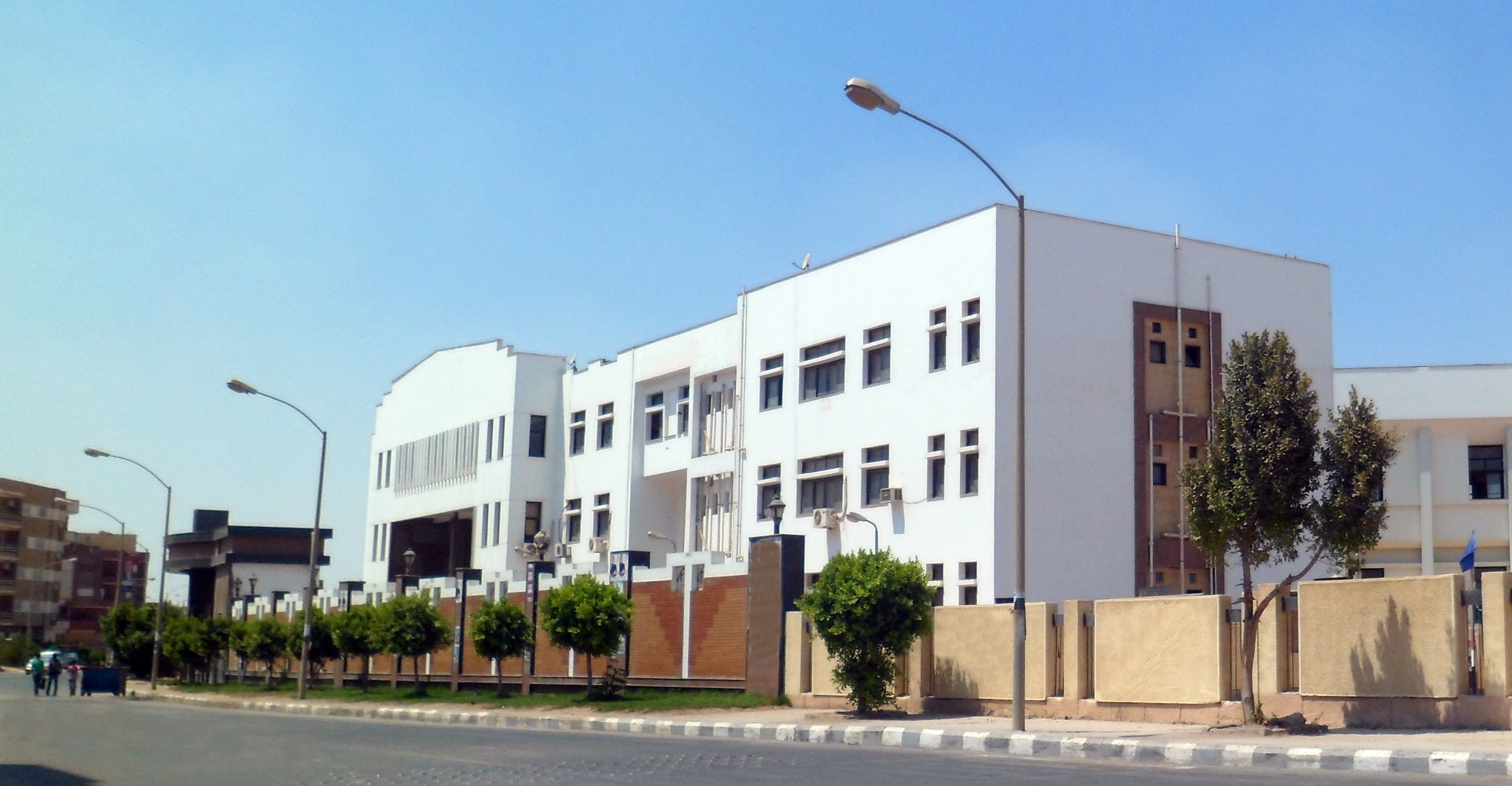
كلية التجارة، جامعة مدينة السادات

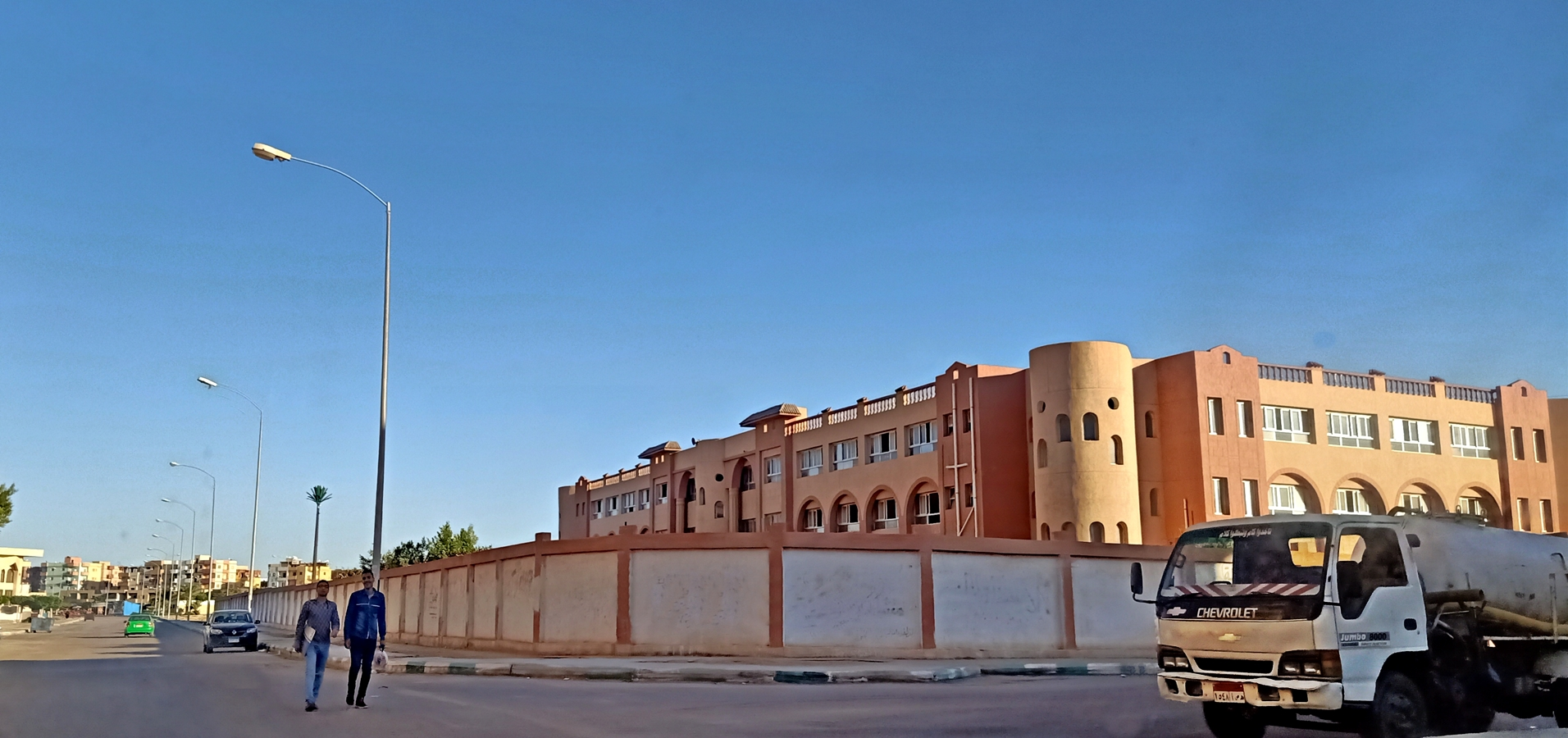
مدرسة بالمدينة

تضم مدينة السادات 3 هيئات تعليمية جامعية هي جامعة مدينة السادات، وفرع جامعة الأزهر وفرع للجامعة الأمريكية بالقاهرة.
تضم جامعة مدينة السادات 8 كليات ومعاهد بمدينة السادات هي:
- كلية السياحة والفنادق.[13]
- كلية الطب البيطري.[14]
- كلية التجارة.[15]
- كلية الحقوق.[16]
- كلية التربية.[17]
- كلية التربية الرياضية (بنين، بنات).[18]

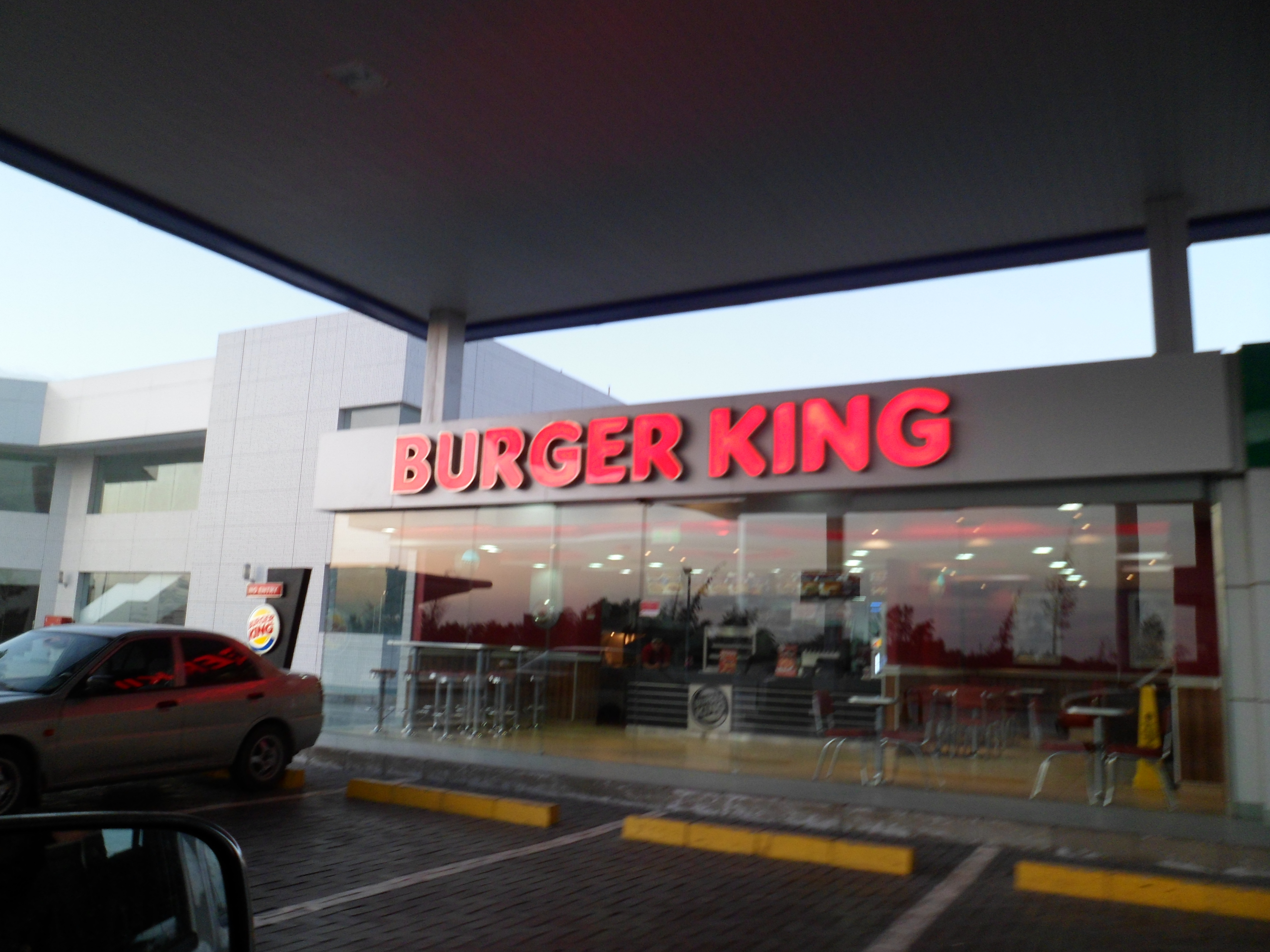
مطعم وجبات سريعة

- معهد بحوث الهندسة الوراثية.[19]
- معهد الدراسات والبحوث البيئية.[20]

### الرياضة والترفيه
تضم مدينة السادات العديد من المنشأت الرياضية والترفيهية أهمها:
- النادي الملكي.
- نادي النجوم الرياضي.[21]
- مركز شباب السلام.
- مركز شباب مدينة السادات.[22]

## البنية التحتية

### الطرق والمواصلات
يبلغ طول شبكة الطرق في مدينة السادات حوالي 953 كم، بخلاف 210 كم جاري تنفيذهم، كما تضم مدينة السادات ما يقرب من 33 اتوبيس نقل عام تربط المدينة بالقاهرة، الإسكندرية ومدن الدلتا، كما يوجد بها مجمع مواقف بسعة 1213 ميكروباص، بالإضافة إلى مشروع النقل الداخلى 700 سيارة تاكسي، 225 مينى باص، 11 اتوبيسات.

### مياه الشرب والصرف الصحي
- يبلغ طول شبكات المياه بمدينة السادات حوالي 1153 كم، وخزانين لمياه الشرب.
- يبلغ طول شبكات الصرف الصحي بالمدينة حوالي 1008 كم، وتضم محطة معالجة مياه صرف صحي بطاقة 100 ألف متر مكعب/ يوم.

### الكهرباء والاتصالات
- يبلغ طول شبكة الكهرباء بالمدينة حوالي 4681 كم، بخلاف حوالي 1713 كم جاري تنفيذها، كما تضم المدينة عدد 3 محولات كهرباء.
- يبلغ طول شبكة الاتصالات بالمدينة حوالي 869 كم.

## الاقتصاد

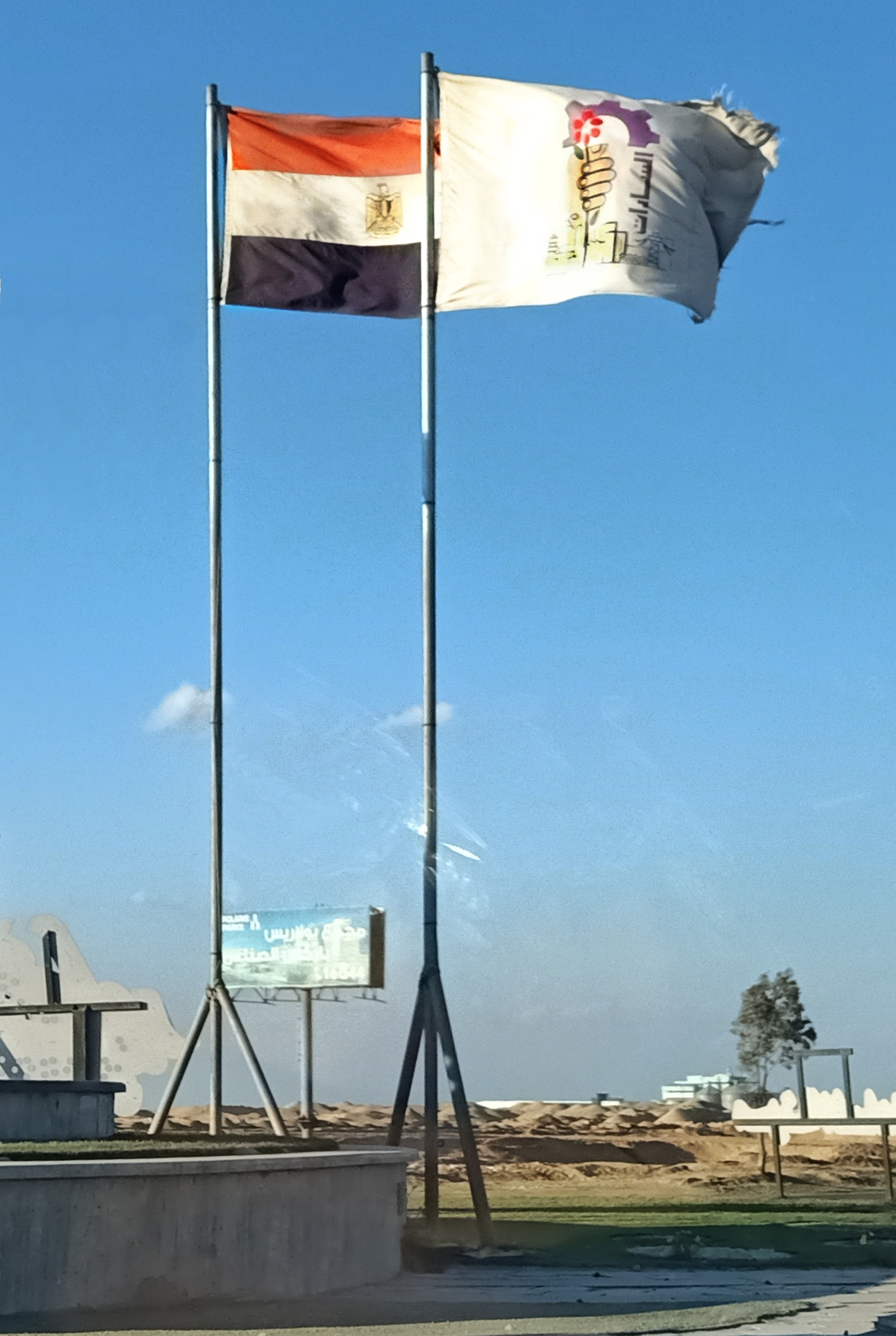
علم مدينة السادات بجوار علم مصر.

تعد مدينة السادات من اماكن الجذب للاستثمار حيث يوجد بها العديد من المصانع والشركات والمولات،

### الصناعة
تمثل الاستثمارات الصناعية العصب الرئيسي للتنمية في مدينة السادات، حيث تعدى الناتج
السنوي العام مبلغ 4.6 مليار جنيه عن عام 1999 م.
وقد تم تخطيط المنطقة الصناعية لتقع في الناحية الجنوبية الشرقية للمدينة وذلك لحماية المنطقة السكنية من الأبخرة والضوضاء الناتجة عن النشاط الصناعي.
وقد جذبت مدينة السادات استثمارات متزايدة في الصناعة الثقيلة والمتوسطة والخفيفة بالإضافة إلى الورش والصناعات الصغيرة المغذية، والمنطقة الصناعية تقع من الناحية الجنوبية الشرقية للمدينة وذلك لحماية المنطقة السكنية من التلوث الناتج عن الصناعات، وتشغل المنطقة الصناعية مساحة 10.13 كم 3. وتنقسم إلى خمس مناطق صناعية بها (131) مصنعا للنسيج والبلاستيك والسيراميك والكيماويات وغيرها من الصناعات الهندسية والميكانيكية والتي يصدر الجزء الأكبر منها للخارج، ومن أهم مصانع المدينة قها وإدفينا للصناعات الغذائية المتطورة، وسايلو مصر للصناعات الغذائية.

### الزراعة
في الجزء الشرقي من مركز السادات تظهر القرى القديمة التي يظهر بها نظام الزراعة القديم كما هو الحال في قلب المنوفية، ويمثل 10% من مساحة المركز. أما القسمين الأوسط والغربي فمعظمها أراضي صحراوية مستصلحة تعتمد على المياه الجوفية في ريها بشكل أساسي، فالقسم الأوسط يمثل مساحته 32.3% من مساحة المركز، أما القسم الغربي فهو الحزام الأخضر المحيط بمدينة السادات من جميع الجهات، ويمثل 57.7% من مساحة المركز. زراعة الخضراوات تتوطن بنسبة عالية بمركز السادات بنسبة 13.8% من إجمالي زراعة الخضراوات بمحافظة المنوفية. أما الفاكهة فتشغل مساحة أكبر من الخضر بنسبة 30.6% من إجمالي زراعة الفاكهة بالمحافظة. ويرجع توطن زراعة الخضر والفاكهة بمركز السادات وبالحزام الأخضر بمدينة السادات لاتساع الحيازات الزراعية وقربها من القاهرة الكبرى.
يشتمل المخطط العام لمدينة السادات على حوالي 30 ألف فدان، تمثل حزاما اخضرا يمتد حول المدينة ويعتبر من علاماتها المميزة وسط الصحراء وقد تم استصلاح 20الف فدان بمحاصيلالخضر والفاكهة. ويوجد بالمدينة مركز للبحوث الزراعية وتنمية الصحراء، قام وزير الإسكان والمرافق والمجتمعات العمرانية في 26/3/1997 بوضع حجر الأساس
لإضافة 5 ملايين متر2 على الطريق الإقليمي لمواكبة متطلبات الاستثمار بالمدينة ووقد تم الانتهاء من البنية الأساسية متمثلة في إقامة وتشغيل شبكات الصرف وتمهيد شبكة الطرق
وتوصيل الطاقة الكهربائية ومصادر المياه اللازمة لـ 2.5 مليون متر2 وبدأت عملية التخصيص للمستثمرين.
وقد وافق مجلس المحافظين برئاسة الدكتور: كمال الجنزوري على طلب السيد المستشار/ عدلى حسين محافظ المنوفية السابق لتخصيص 20000 فدان بمدينة السادات لإنشاء منطقة صناعية جديدة.

## معرض الصور

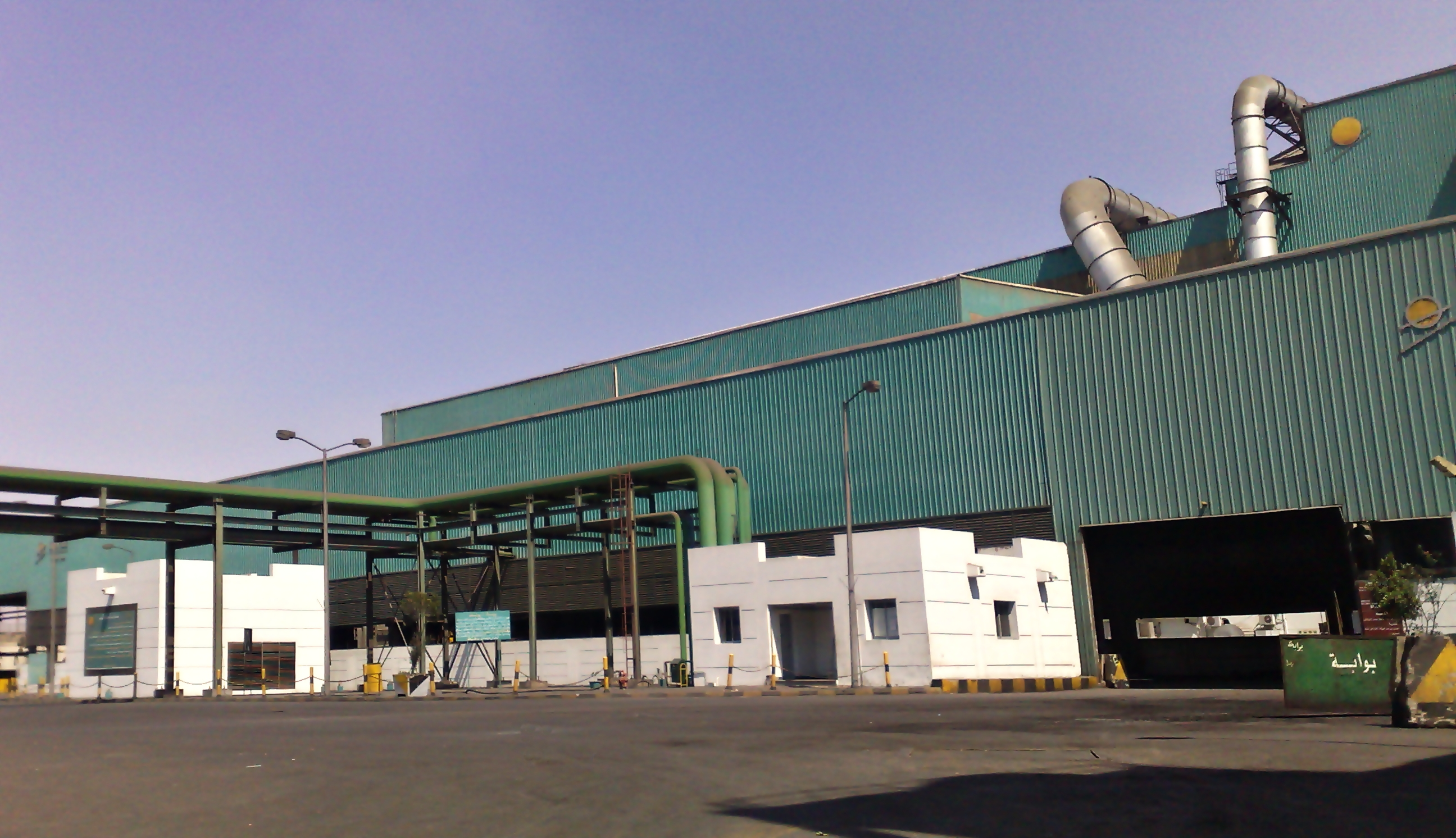
مصانع عز للحديد والصلب
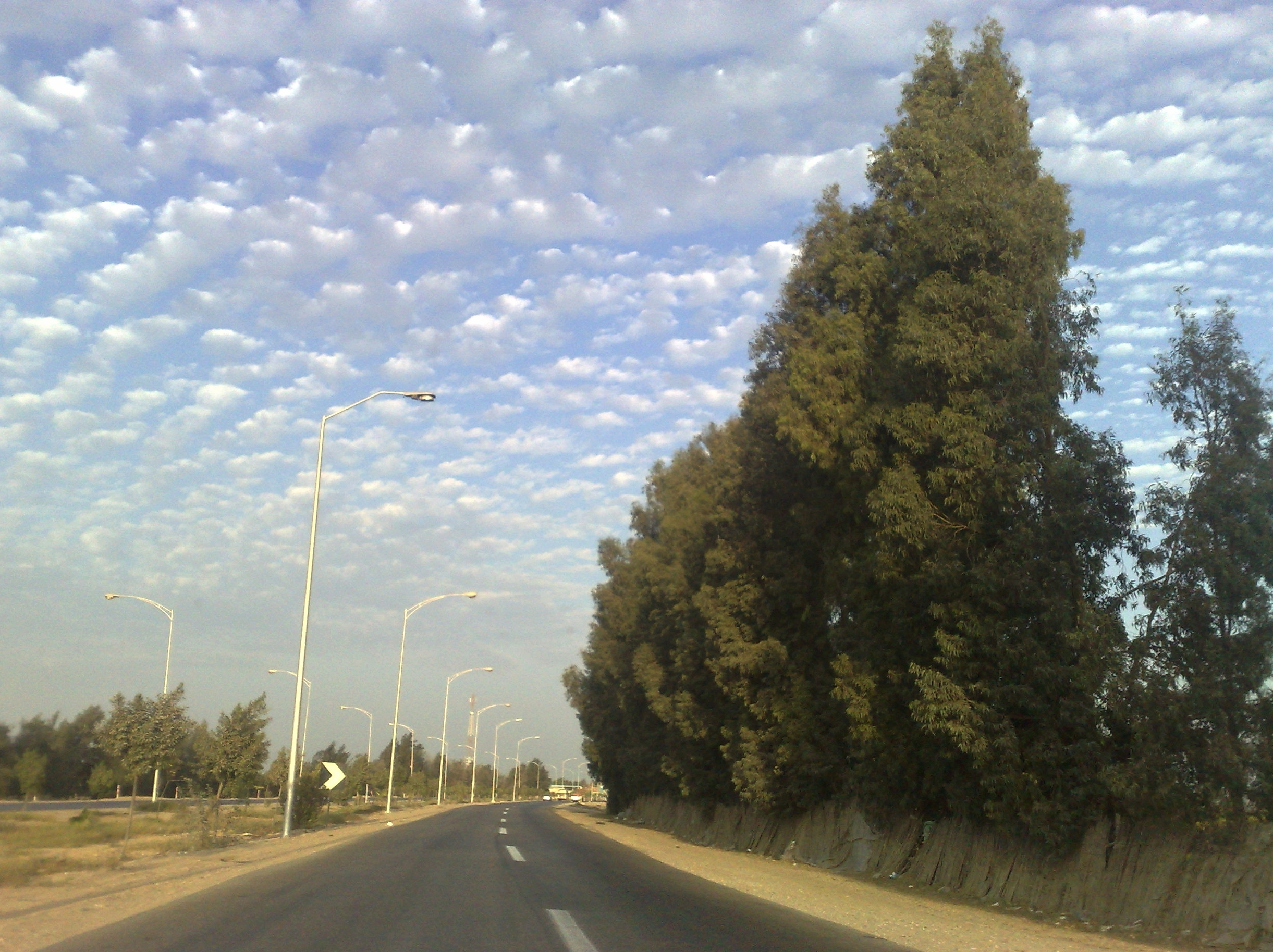
الحزام الأخضر
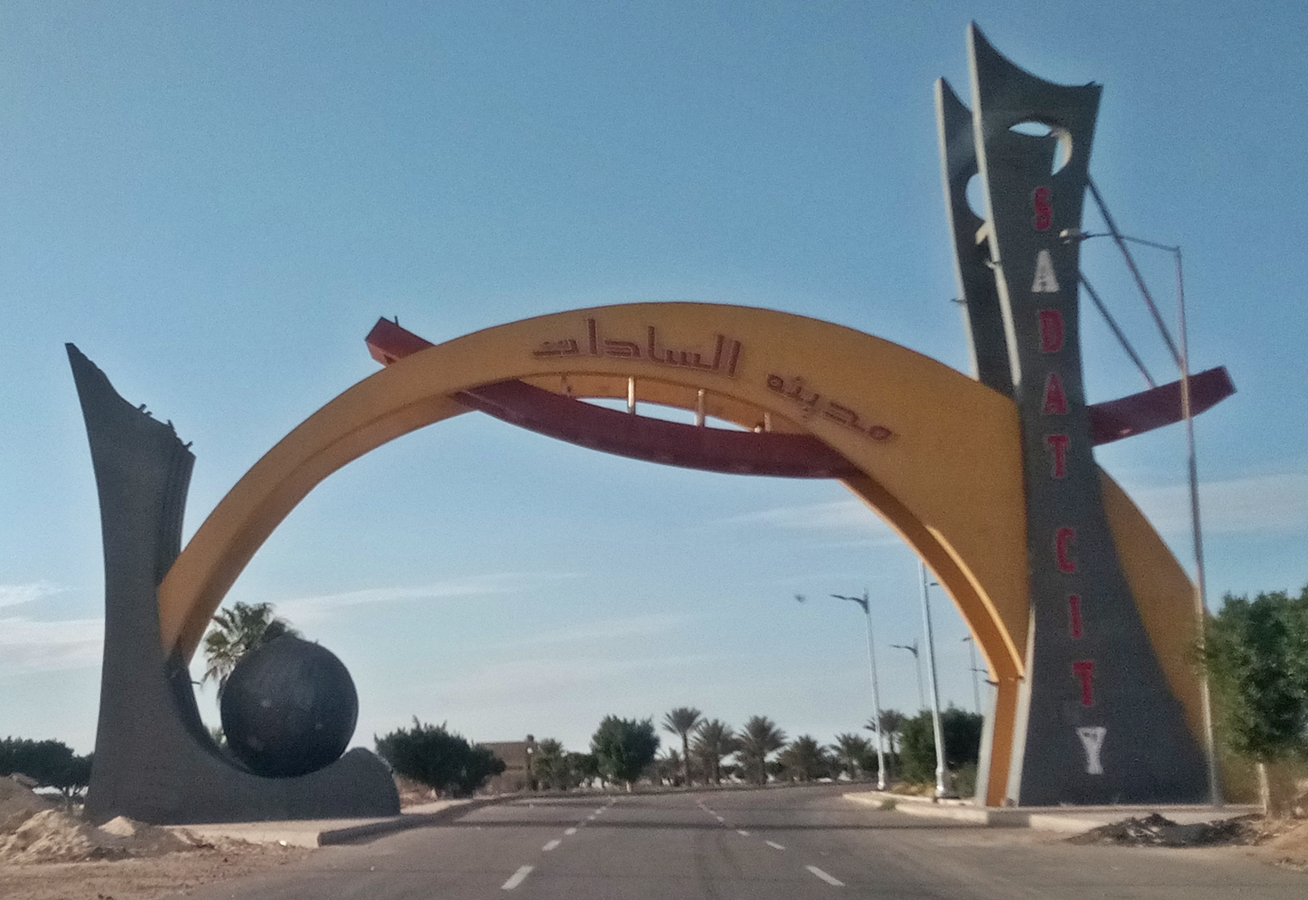
إحدى بوابات المدينة على طريق القاهرة - الإسكندرية الصحراوي
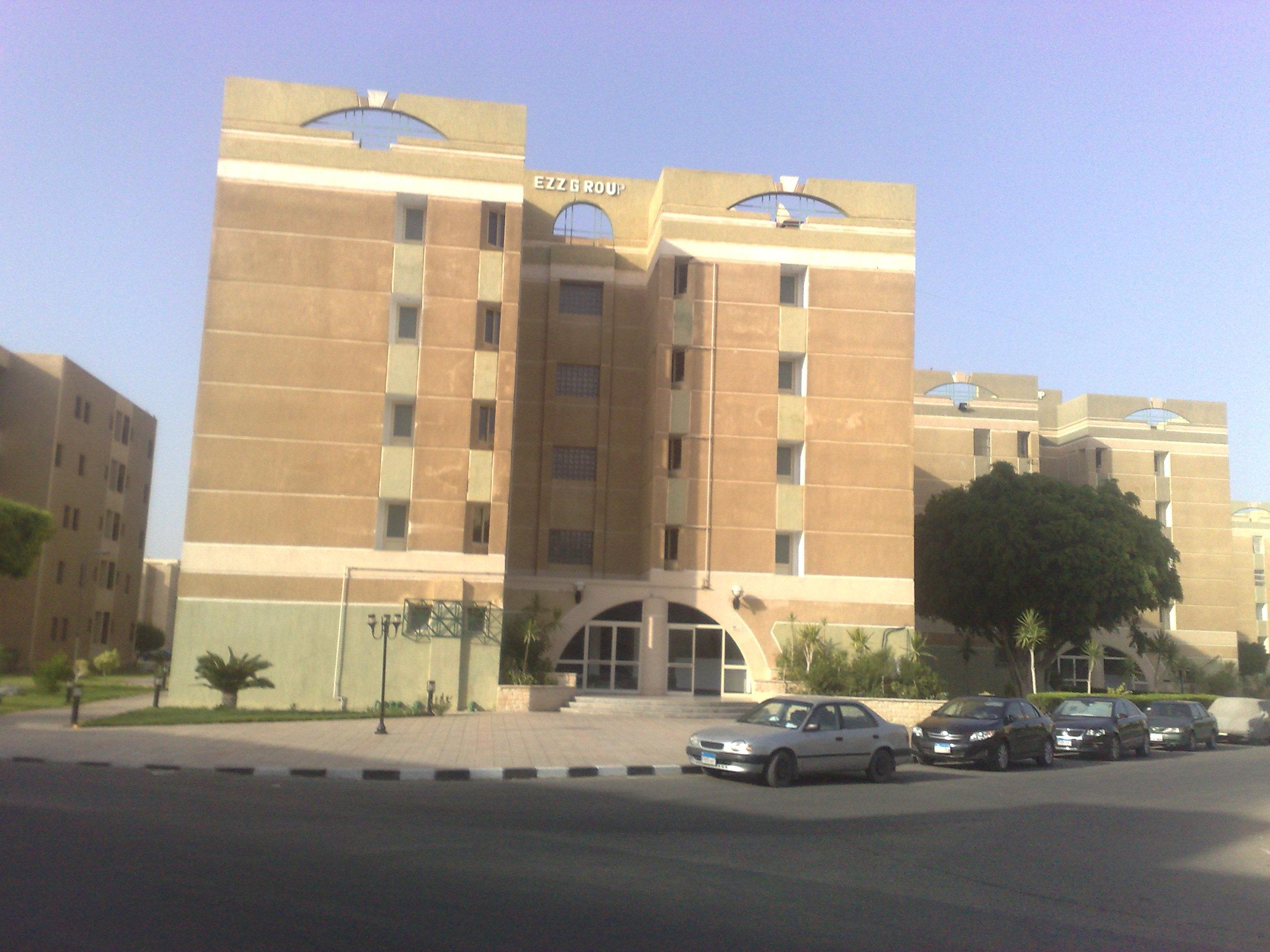
فنادق عز
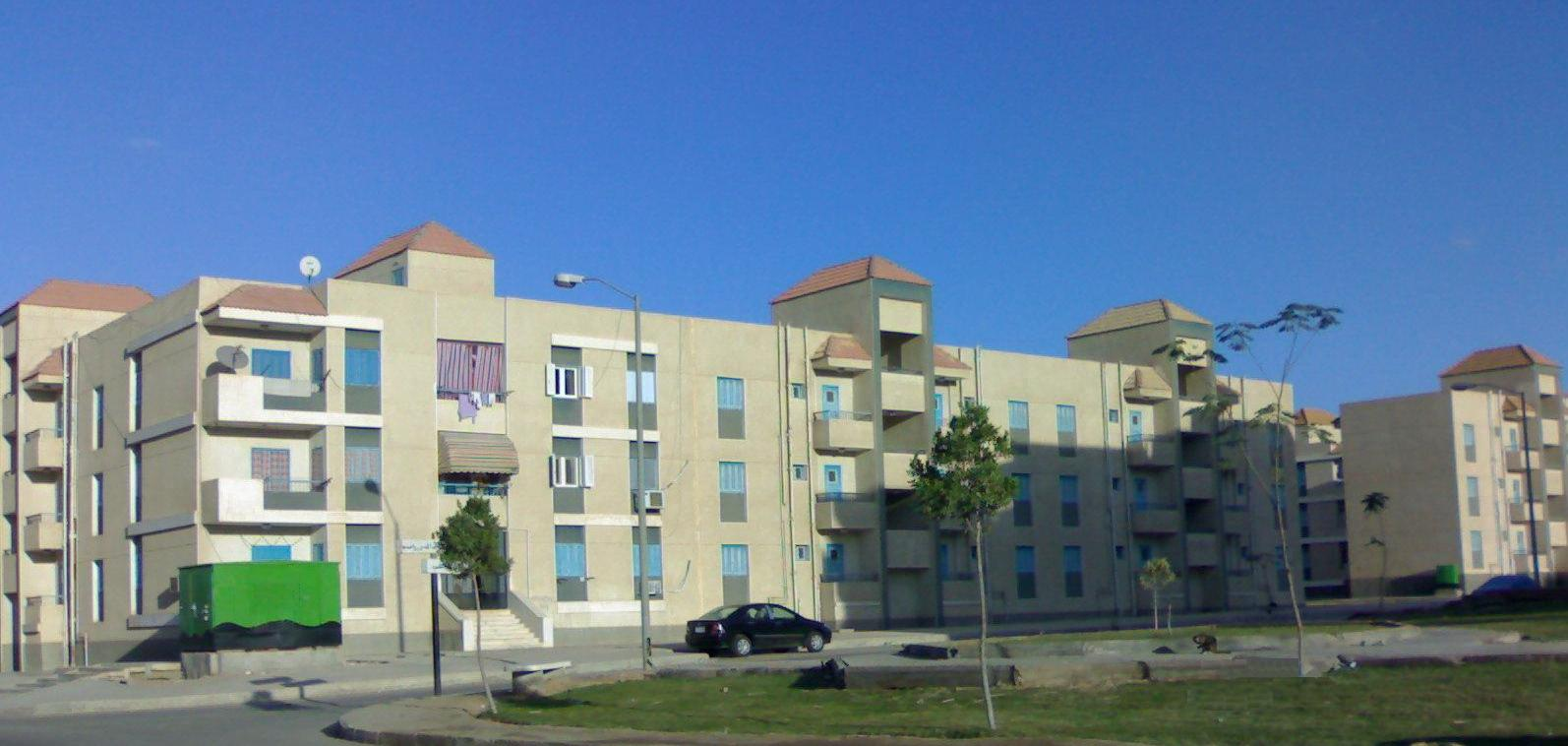
المنطقة السكنية الرابعة
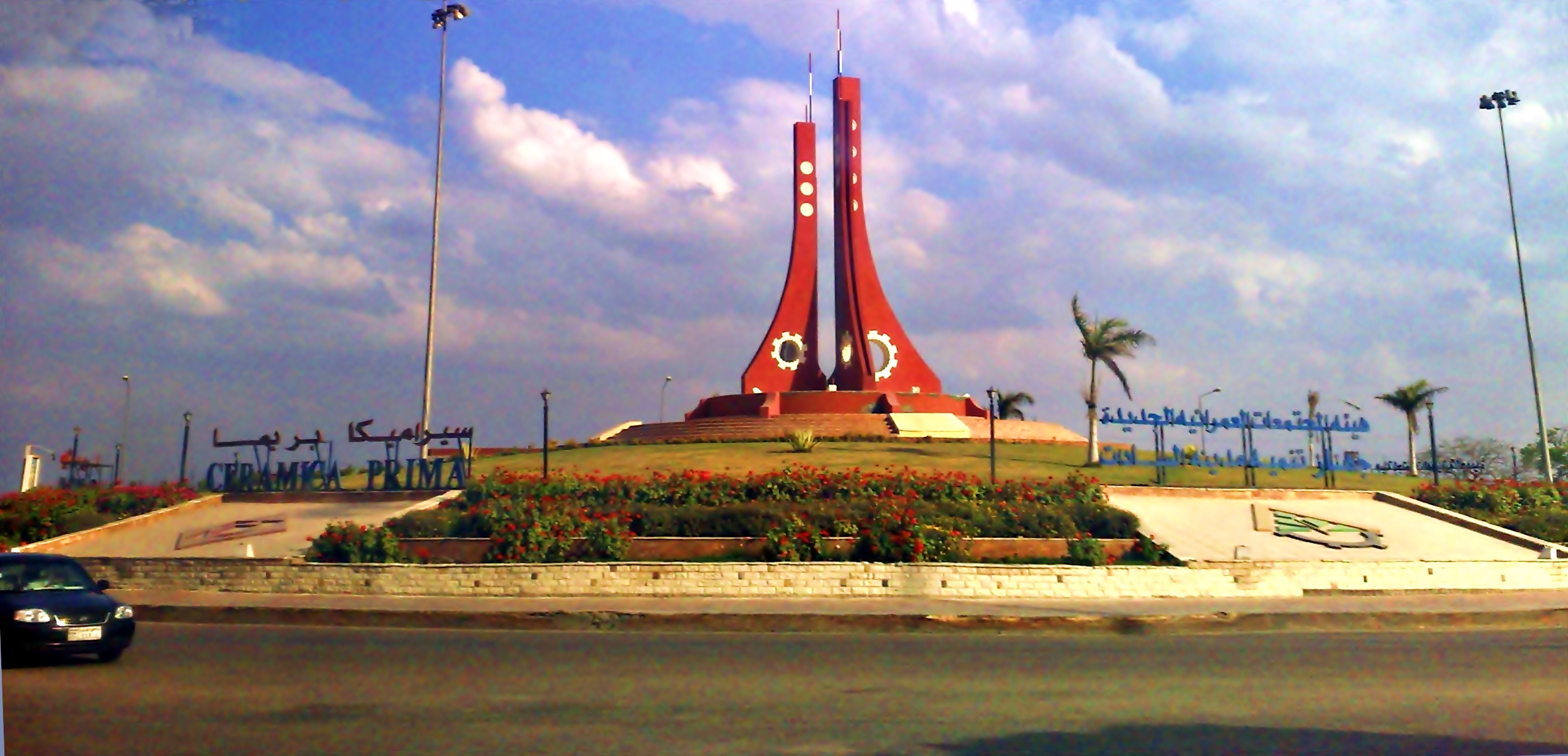
النصب التذكاري للجندي المجهول
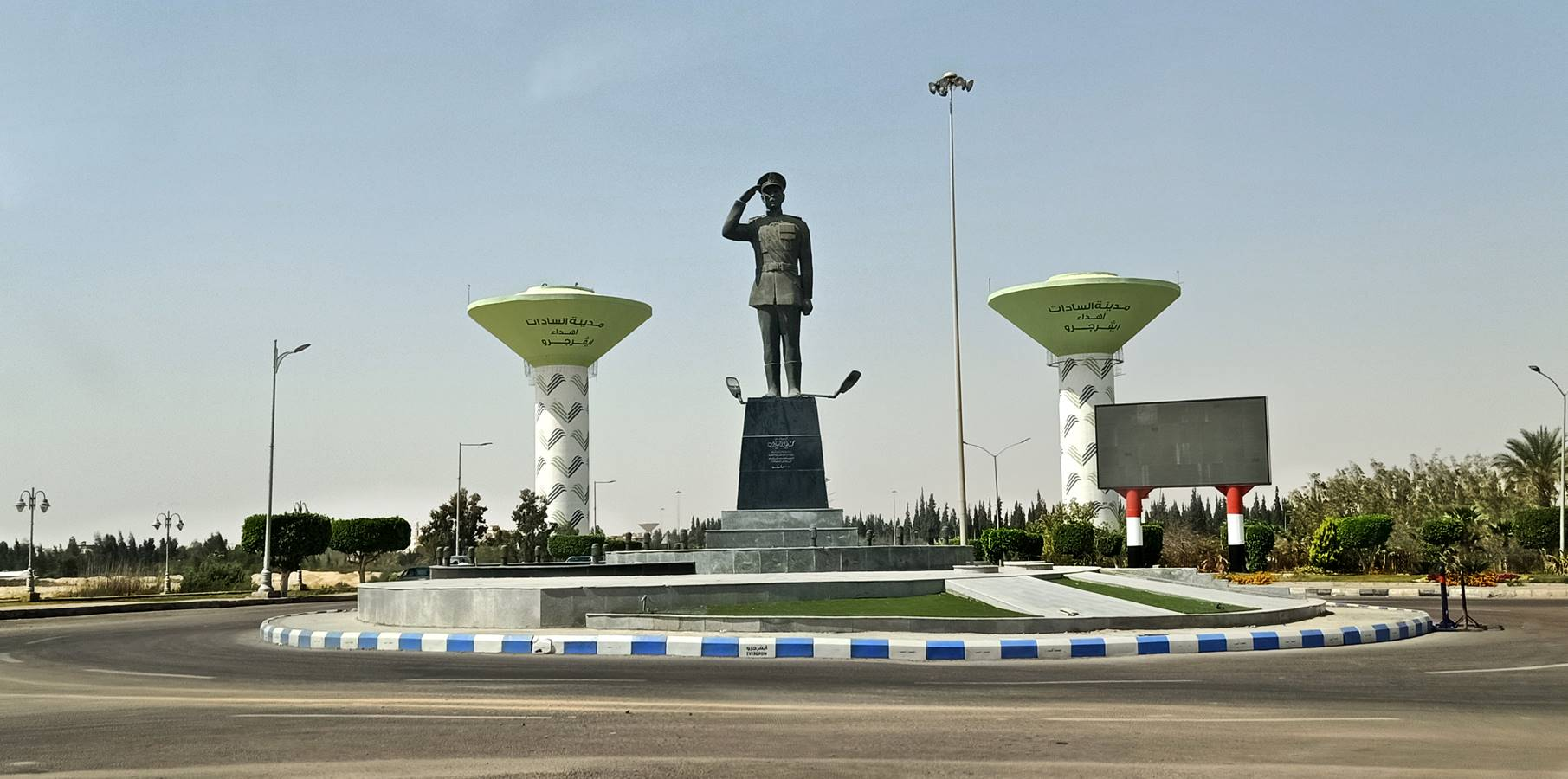
ميدان أنور السادات
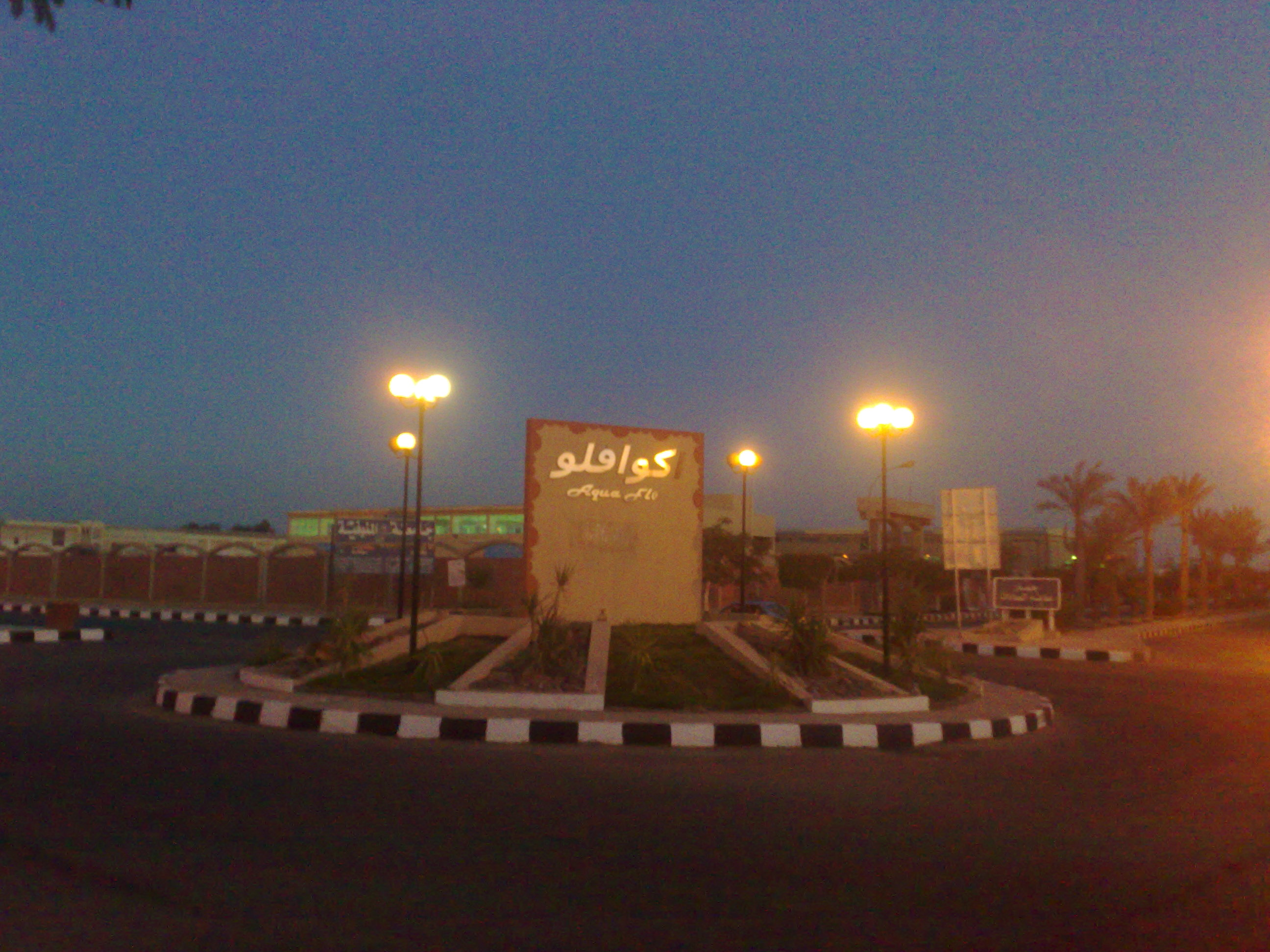
ميدان جمال عبد الناصر
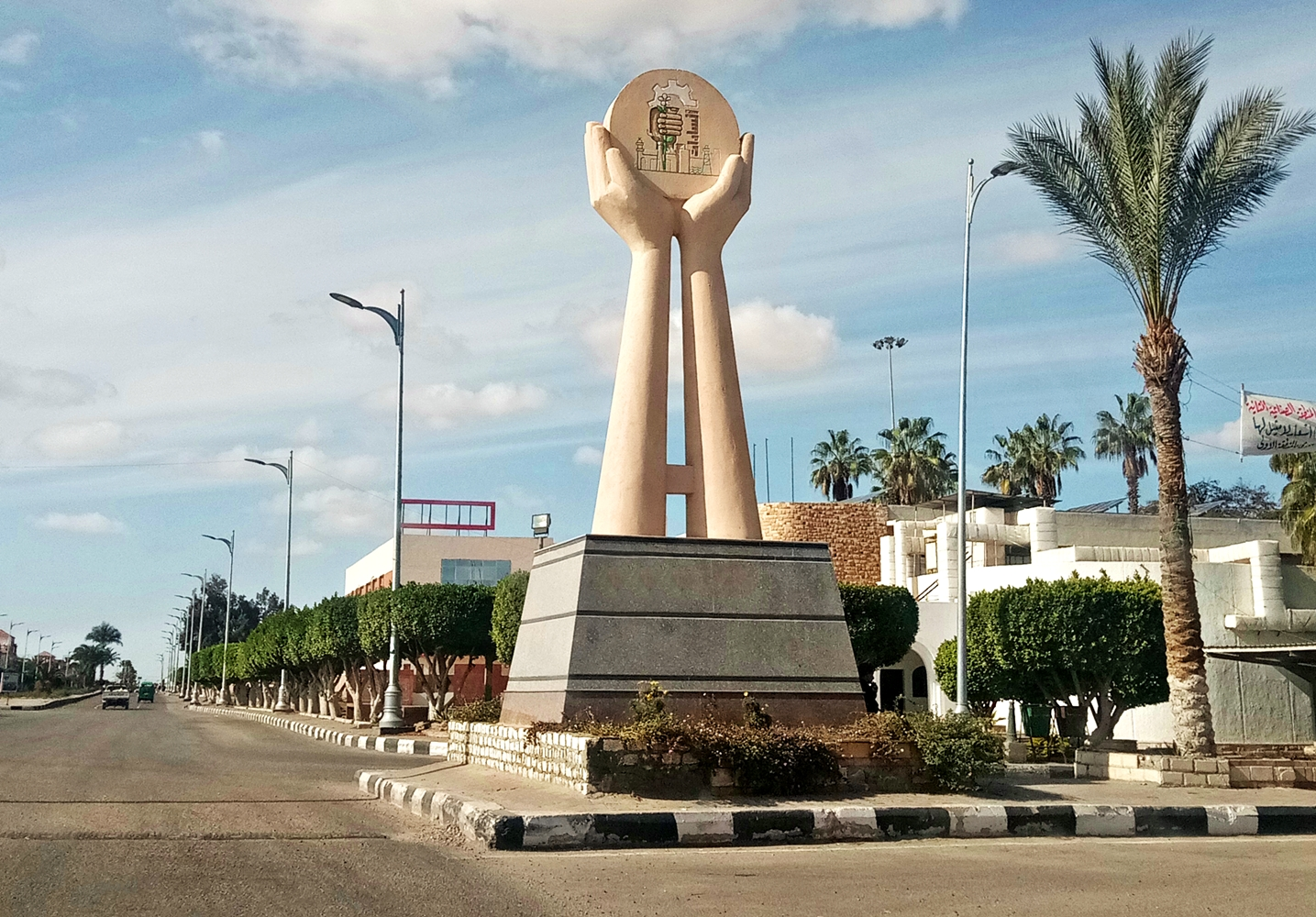
نصب تذكاري يحمل شعار المدينة
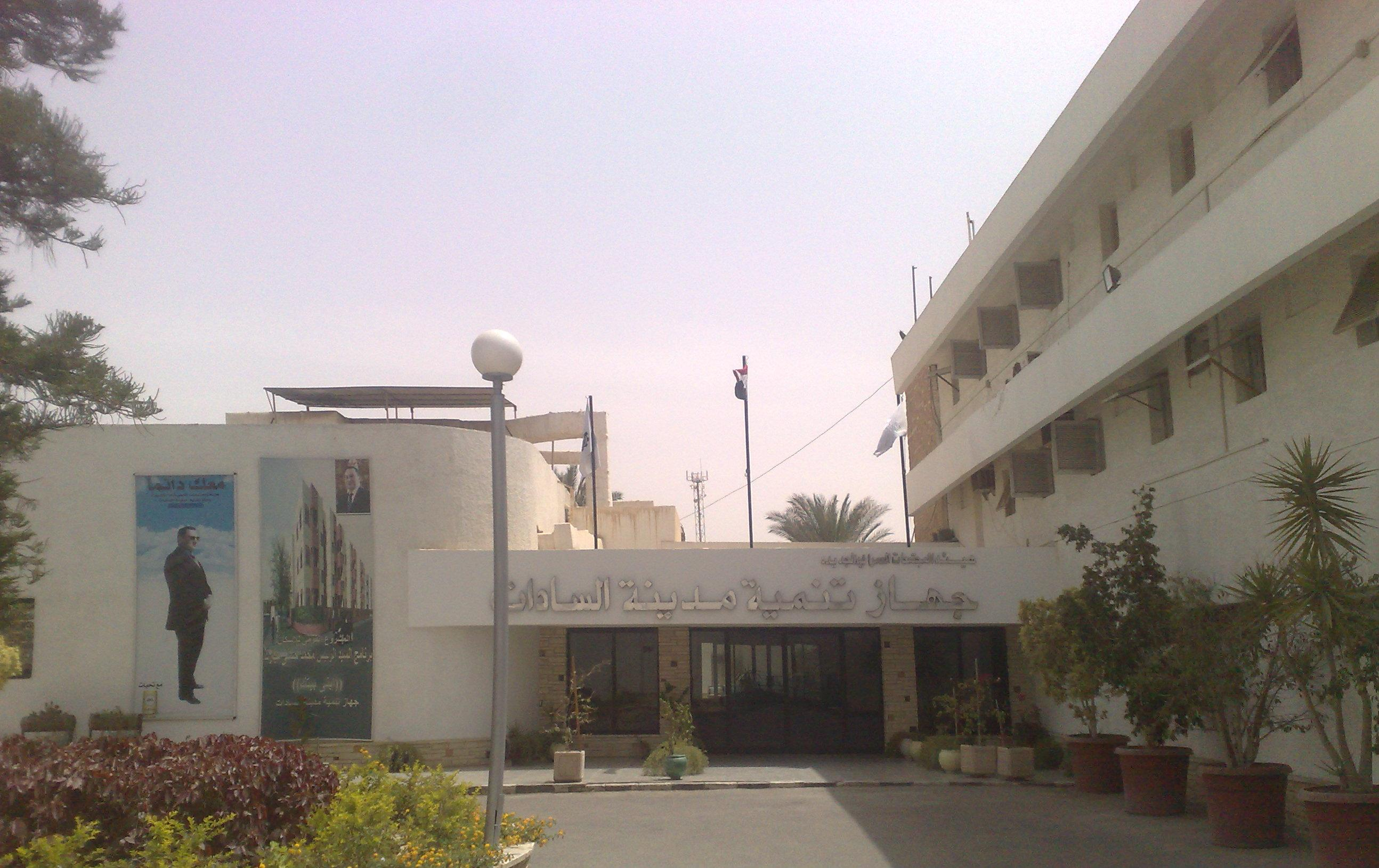
جهاز تنمية مدينة السادات
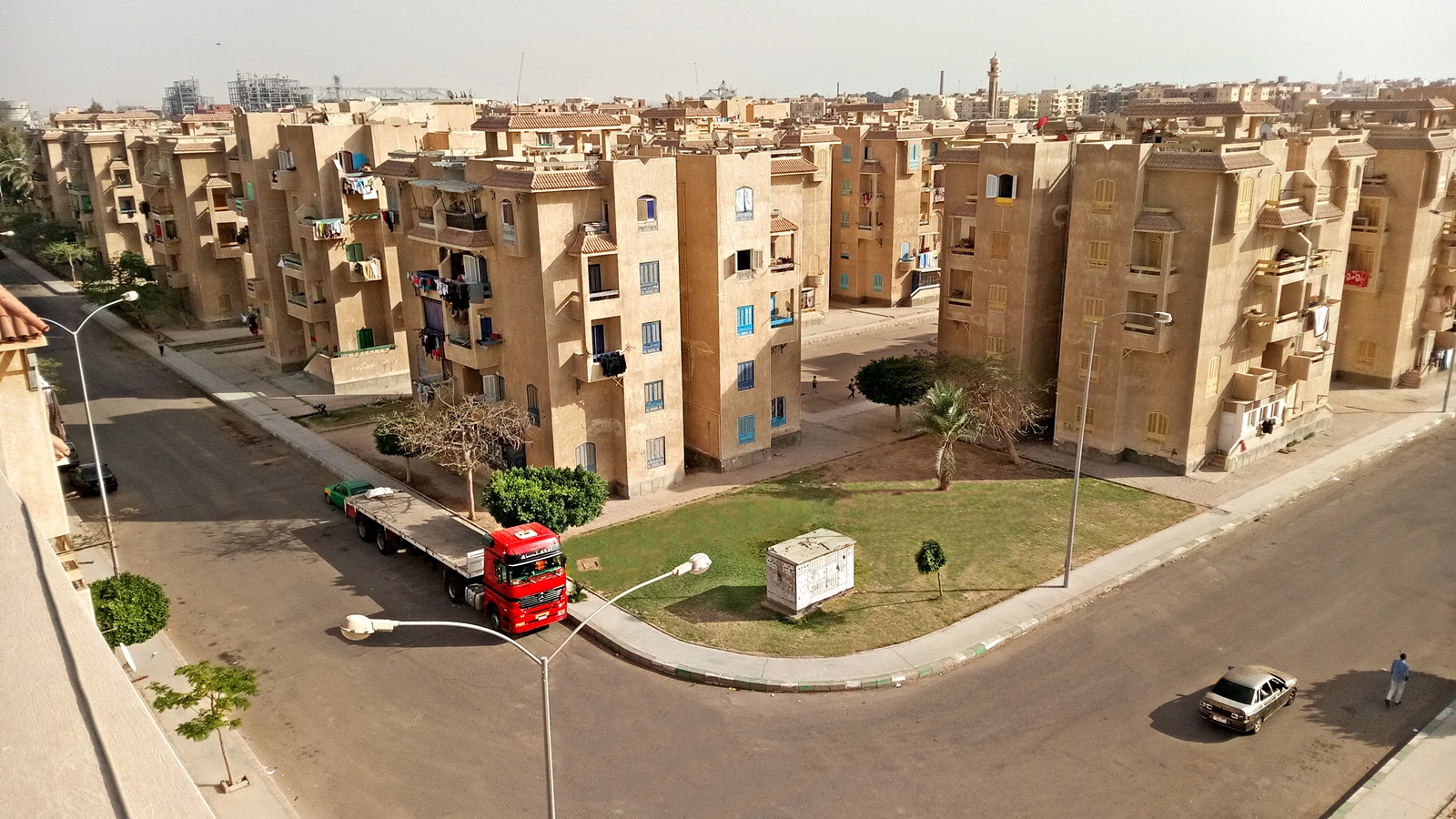
المنطقة السكنية الثانية عشر
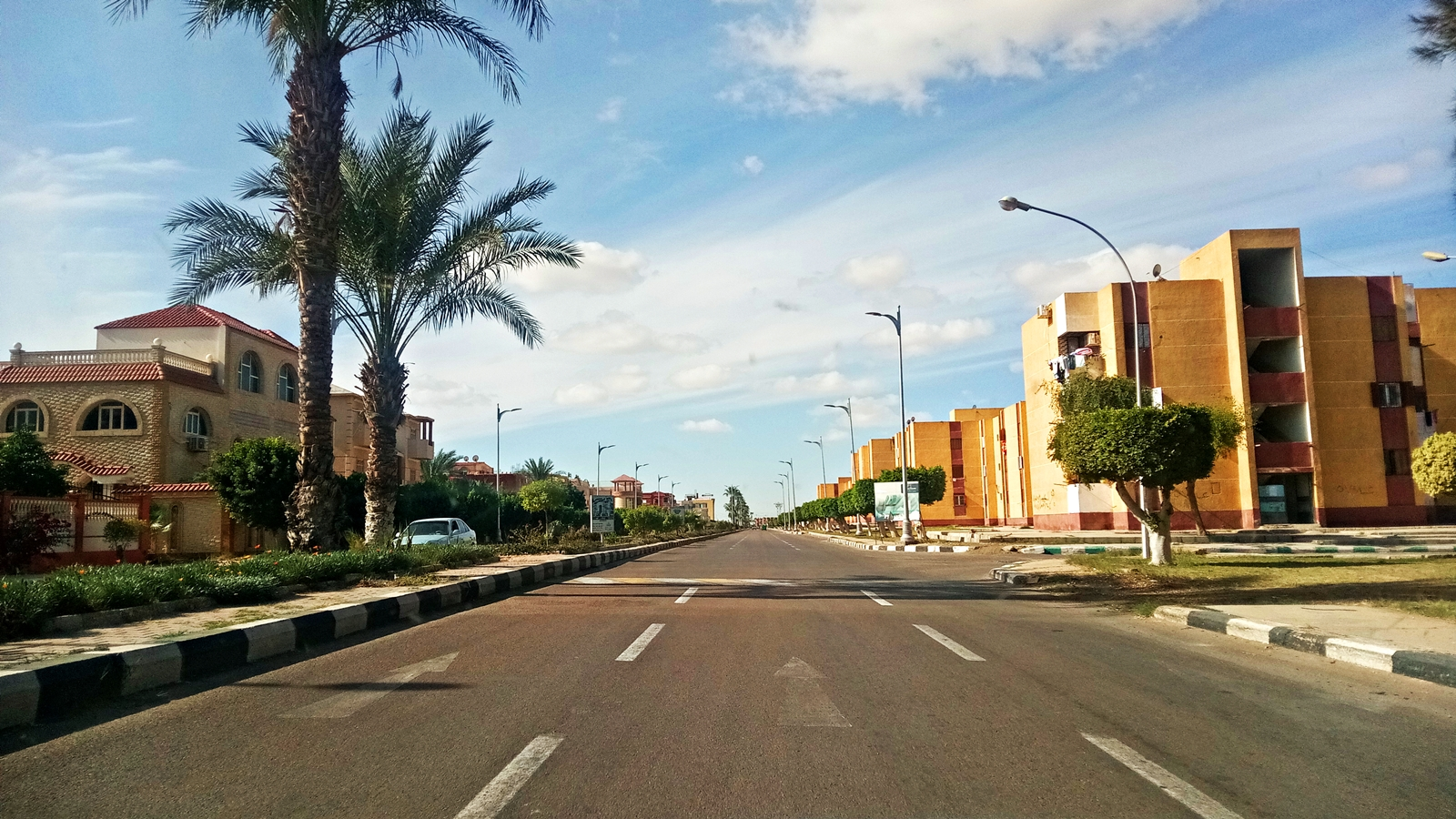
طريق الحرية
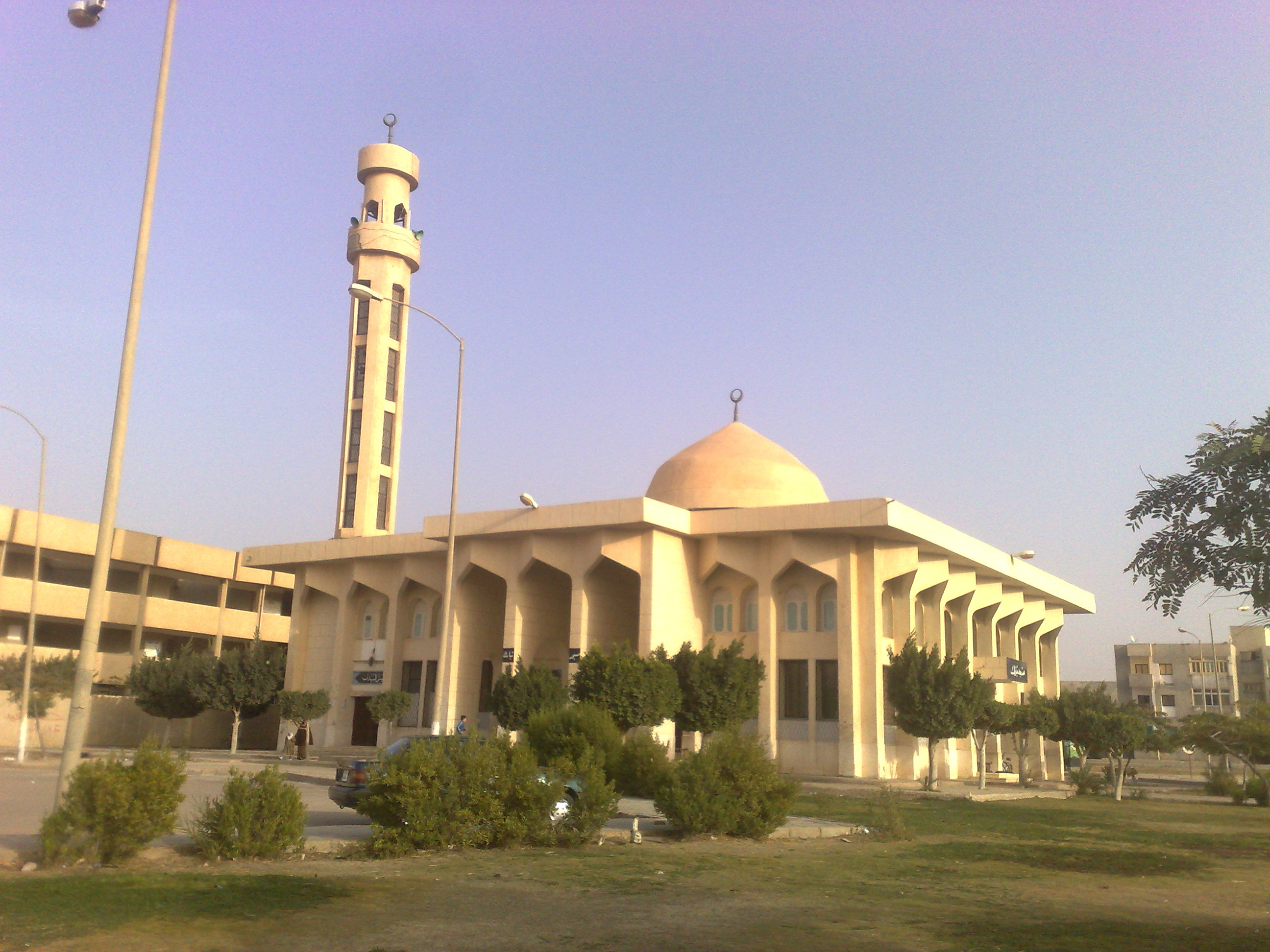
مسجد تبارك بالمنطقة السكنية السابعة
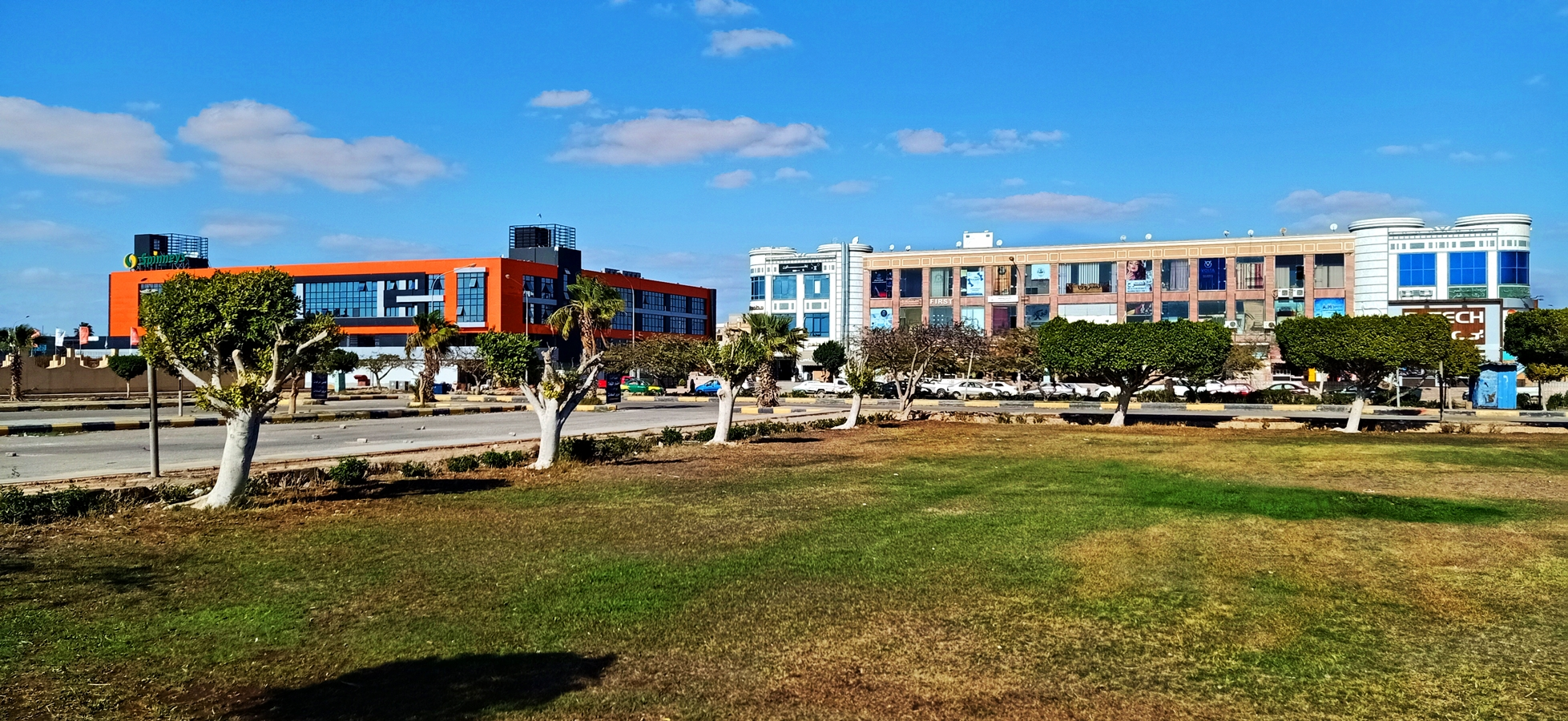
محور الخدمات المركزي
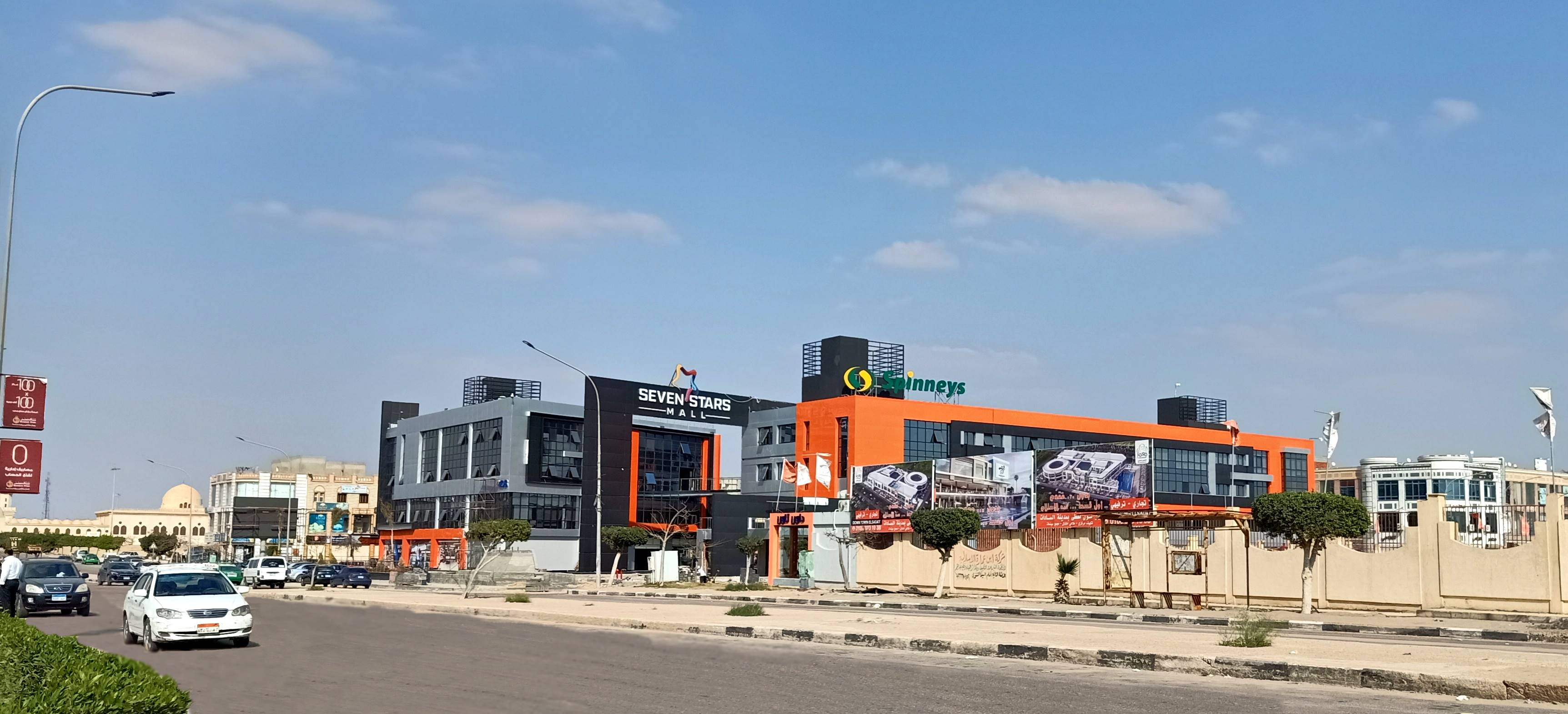
محور الخدمات المركزي
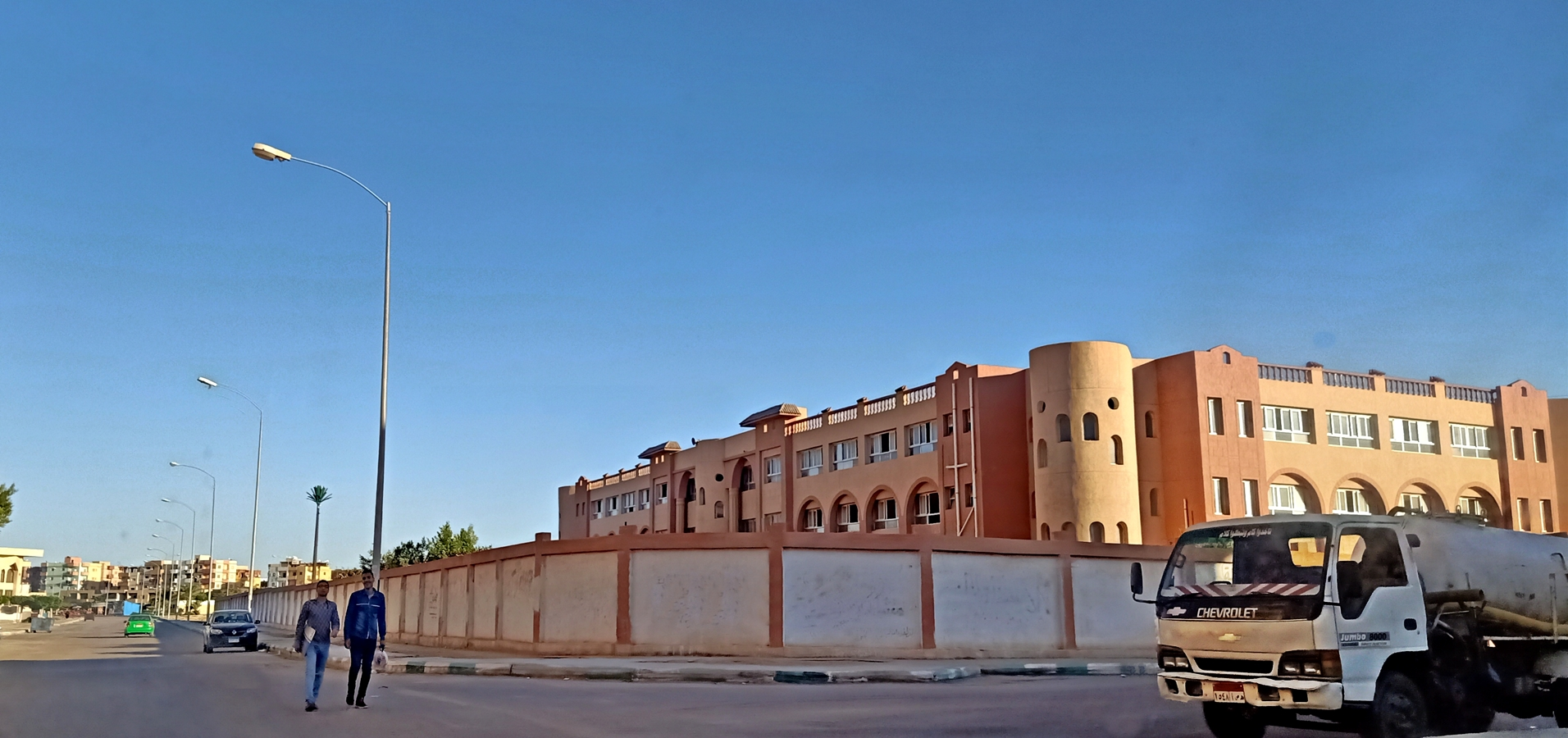
مدرسة أسامة بن زيد للتعليم الأساسي بالمنطقة السكنية الحادية عشر.
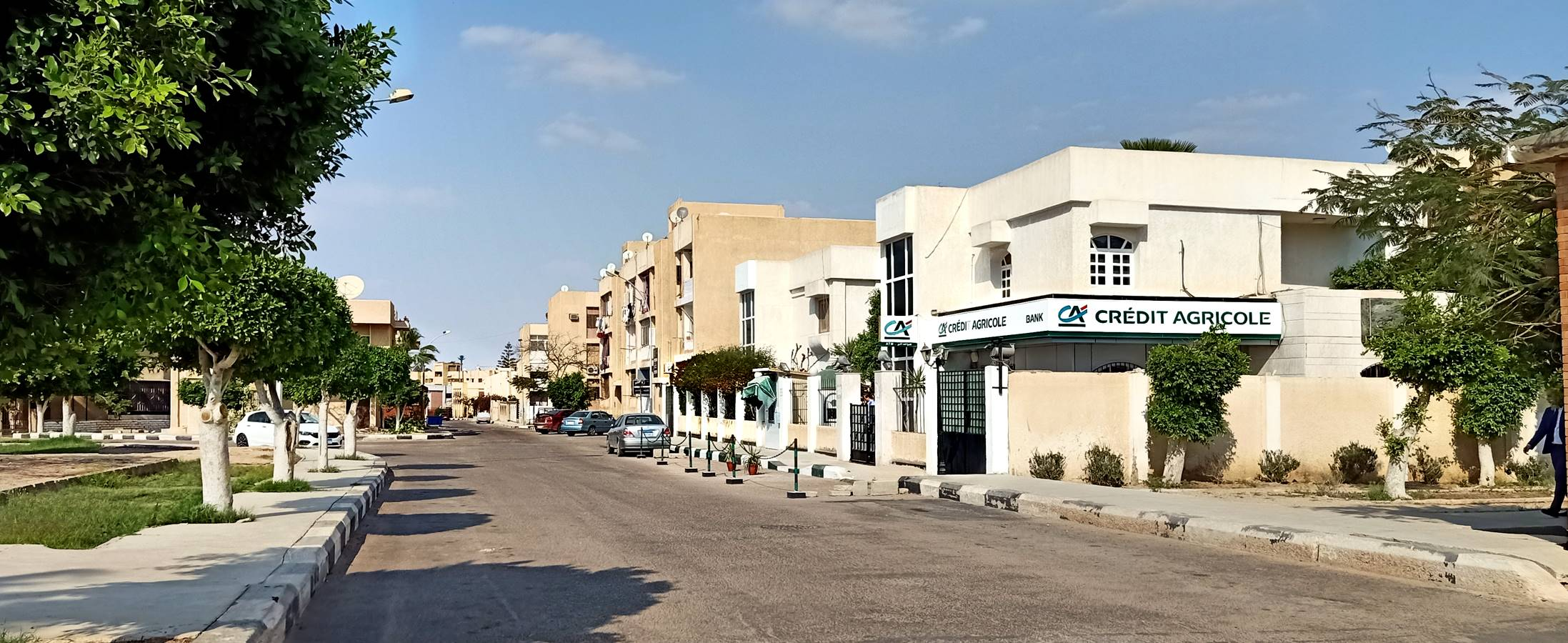
المنطقة السكنية الأولى وبنك كريدي أجريكول
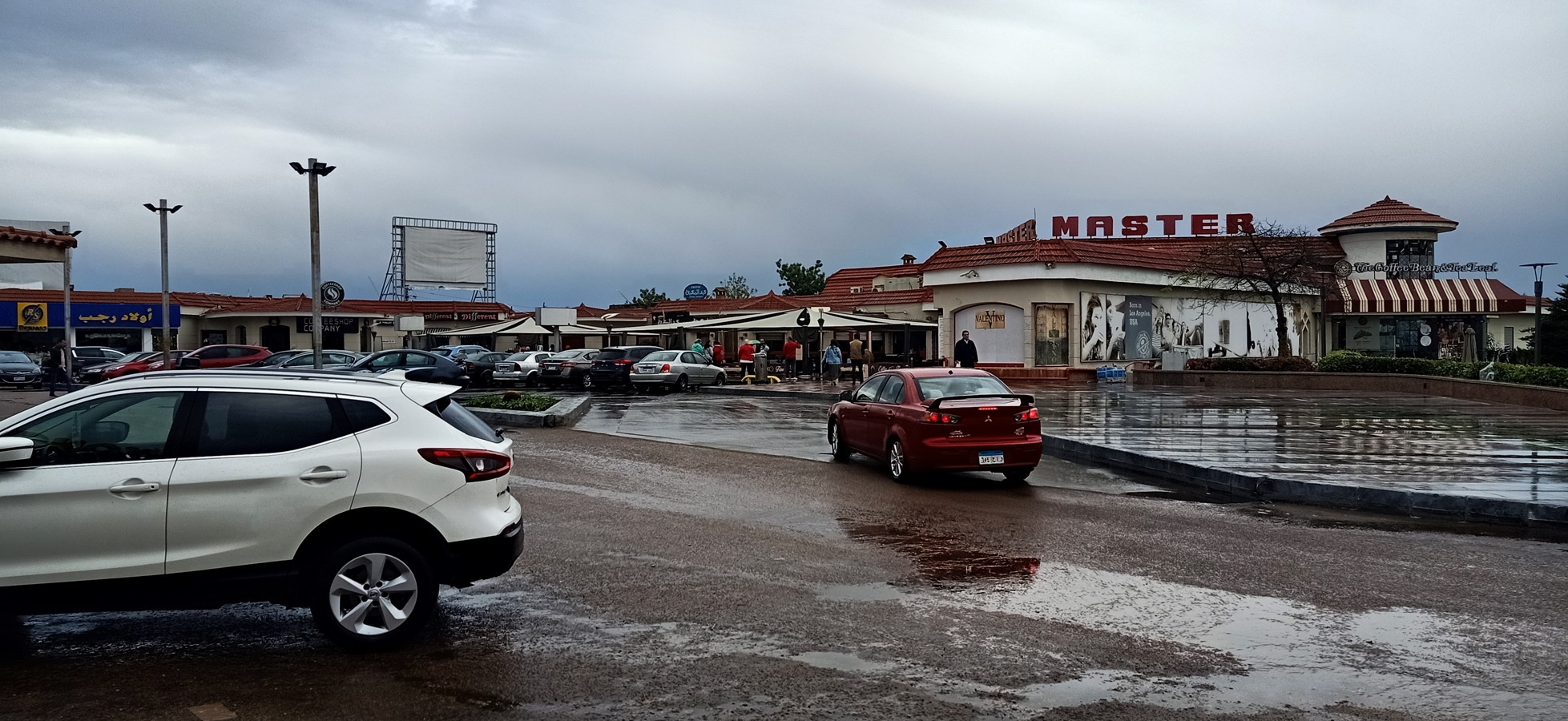
استراحة "ماستر" على طريق القاهرة - الإسكندرية الصحراوي
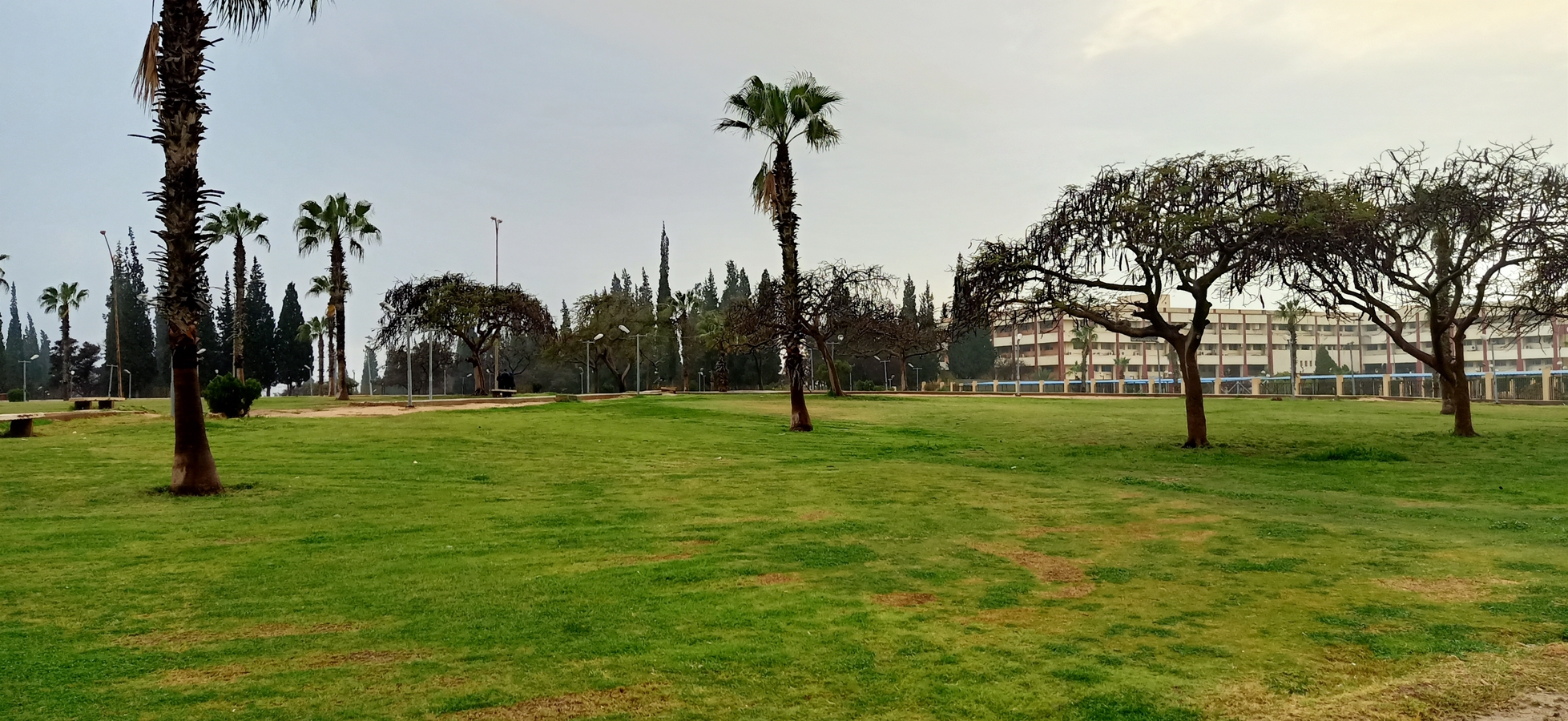
حديقة مجمع الوزارات
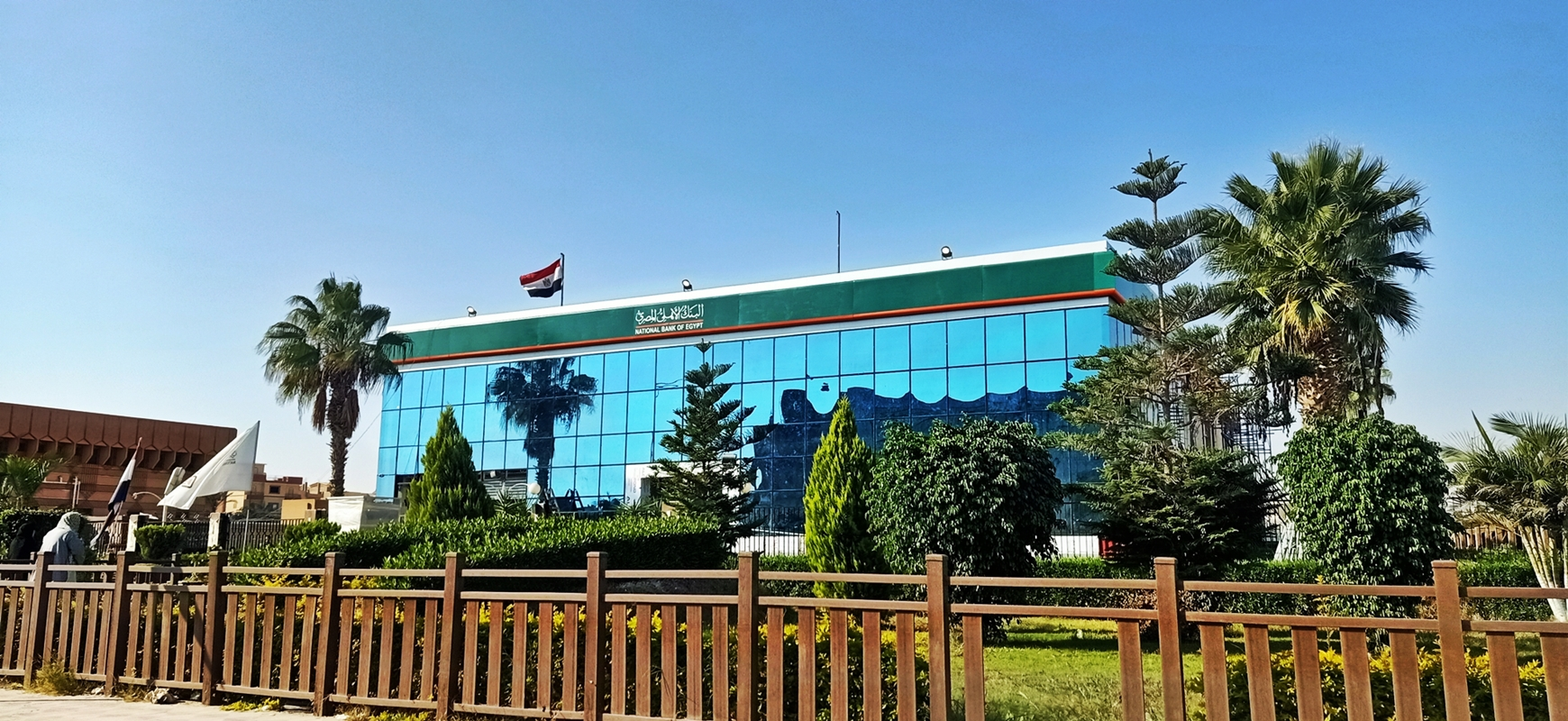
فرع البنك الأهلي المصري
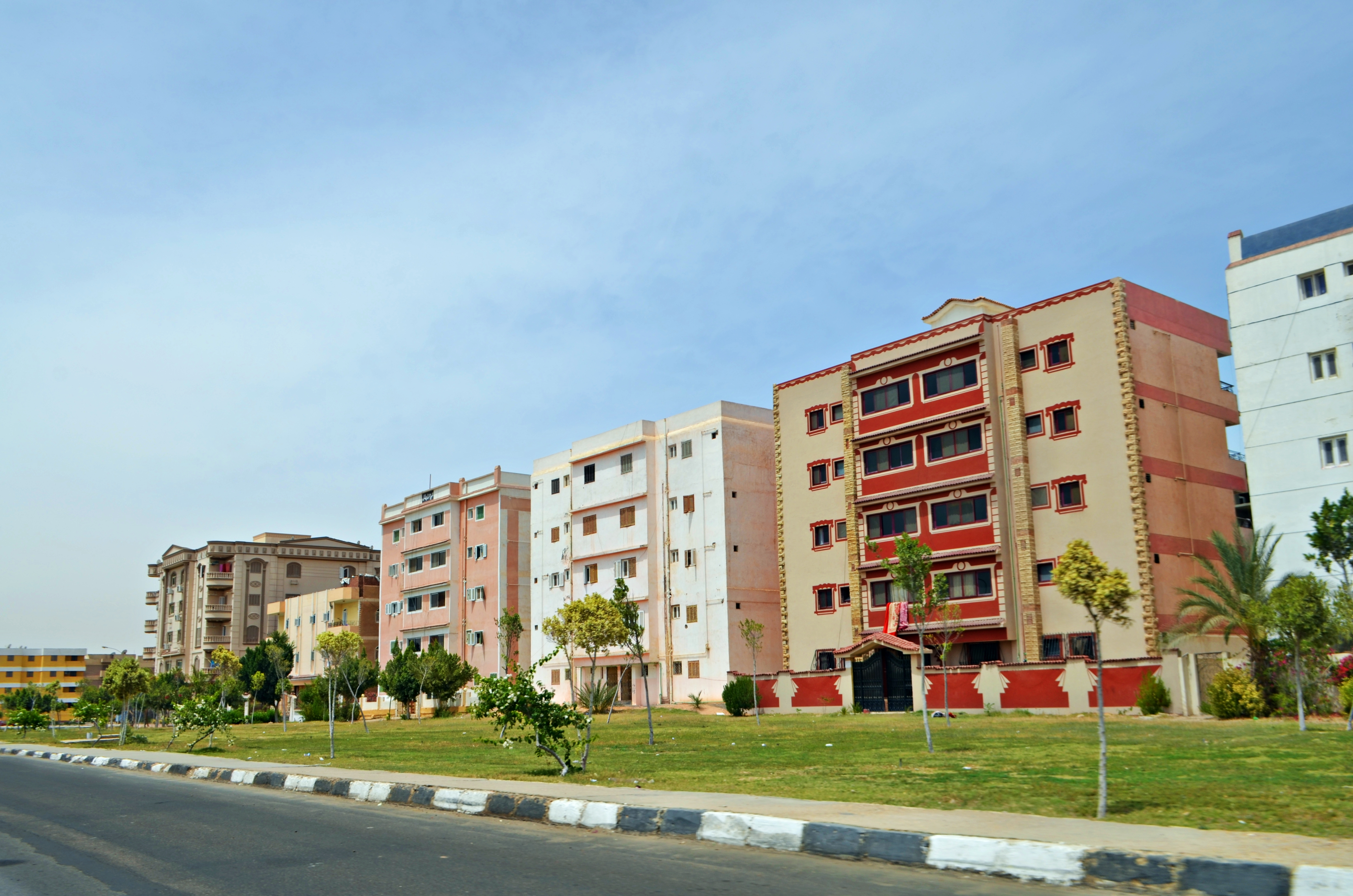
المنطقة السكنية الحادية عشر.

### هوامش
1. وزارة التعمير والمجتمعات العمرانية الجديدة والإسكان والمرافق، دراسة تنمية الحزام الأخضر لمدينة السادات، تنفيذ شركة مصر للمشروعات الهندسية والزراعية (منكو)، القاهرة، مايو 1991.

## وصلات خارجية
- صفحة المدينة من موقع هيئة المجتمعات العمرانية الجديدة.
- صفحة جهاز تنمية مدينة السادات على فيس بوك
- الموقع الرسمي لـ محافظة المنوفية.